# Gyeongbokgung
Gyeongbokgung hay Cung Cảnh Phúc (Hangul: 경복궁, Hanja: 景福宮, Hán Việt: Cảnh Phúc Cung) là một cung điện nằm ở phía bắc của thủ đô Seoul, Hàn Quốc. Được xây dựng lần đầu tiên vào năm 1395 và tái thiết lại vào năm 1867, đây là cung điện chính và lớn nhất trong số năm cung điện của triều đại Triều Tiên.

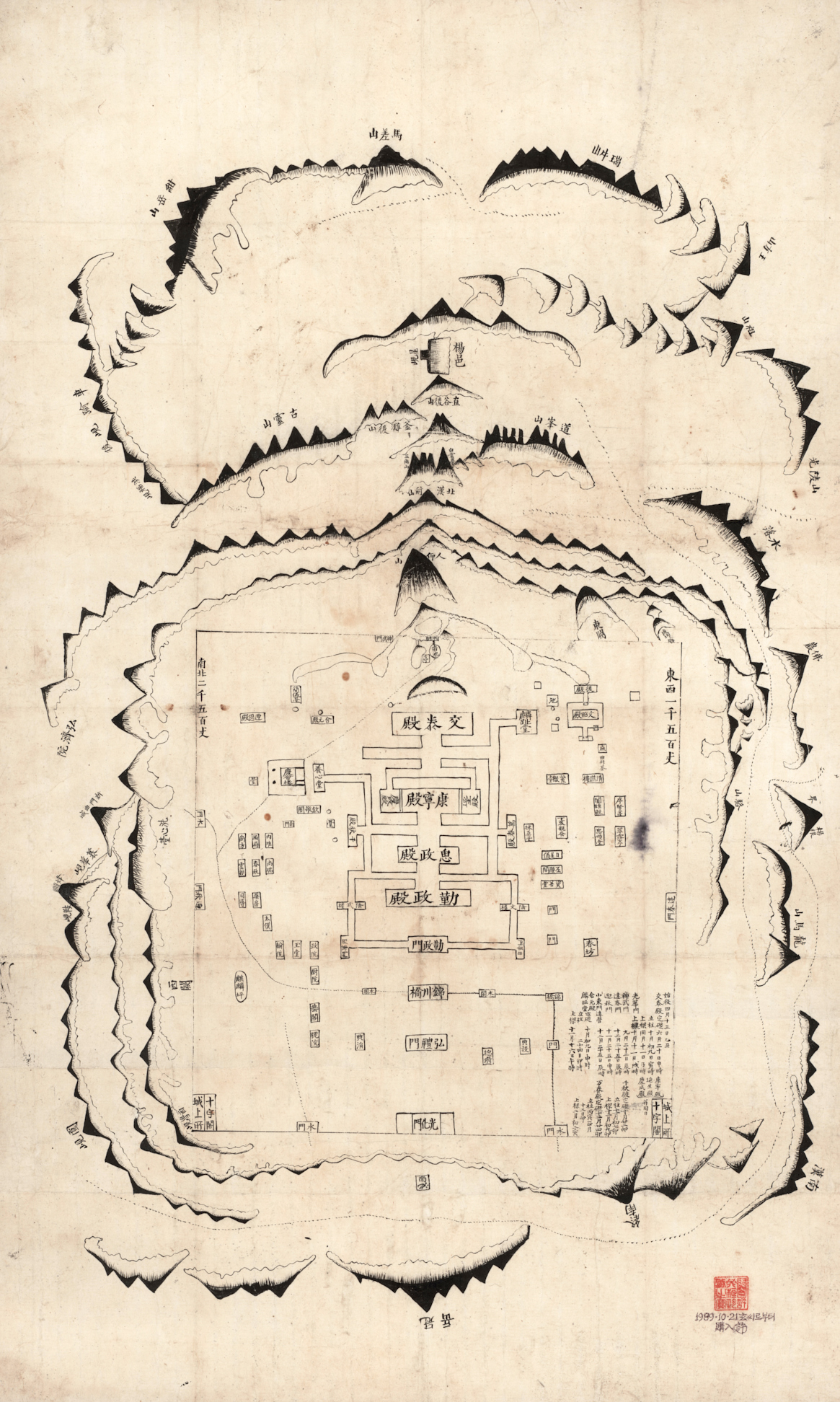
Cảnh Phúc cung họa đồ.

Gyeongbokgung bị thiệt hại nặng nề bởi các cuộc chiến tranh xâm lược trong suốt thế kỷ 20 khi Đế quốc Nhật Bản chiếm đóng bán đảo Triều Tiên.

## Lịch sử

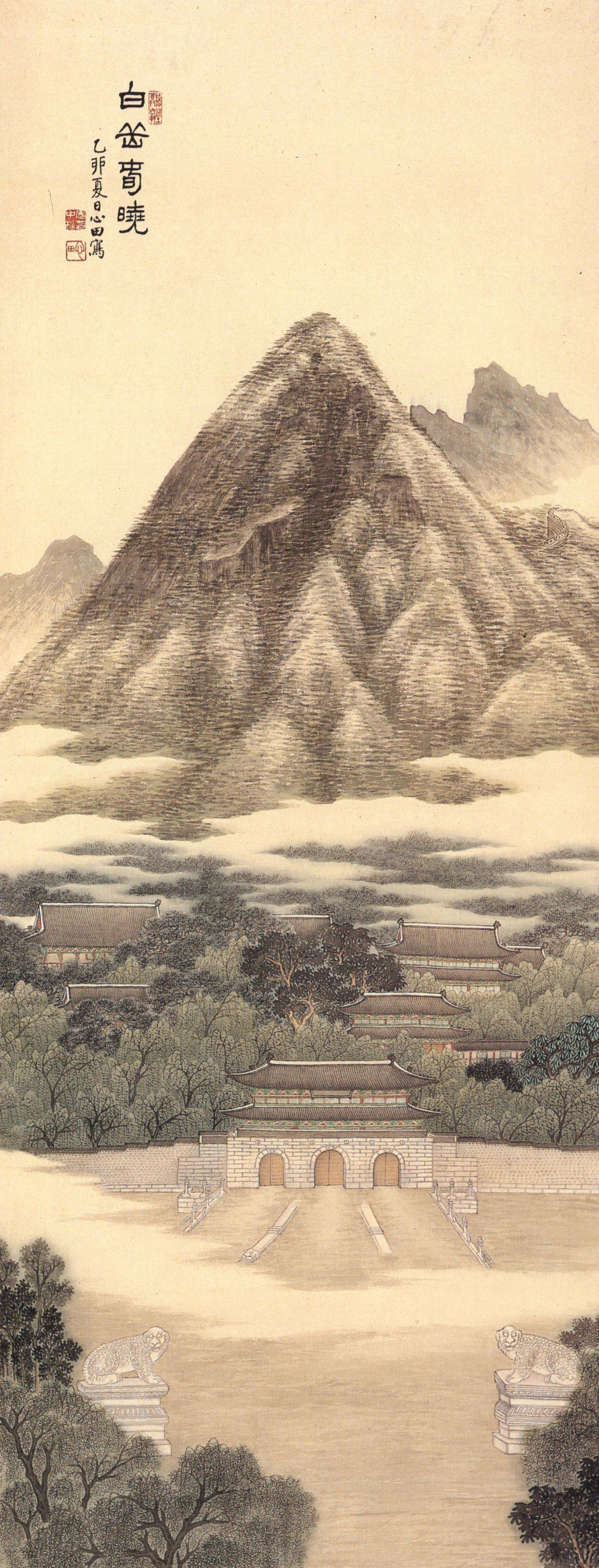
Bức họa Cảnh Phúc cung

Gyeongbokgung được khởi công năm 1394 dưới thời Triều Tiên Thái Tổ. Khai quốc công thần Trịnh Đạo Truyền được vinh dự đặt tên và chọn "Cảnh Phúc". Dưới hai triều vua kế tiếp Thái Tông và Thế Tông, Gyeongbokgung càng được tô điểm và mở rộng thêm. Tuy nhiên, vào năm 1553 thì Cung bị hỏa hoạn, cháy mất một phần nhưng được vua Minh Tông cho tu bổ, sửa chữa lại sau đó.
Gyeongbokgung chiếm vị thế trên một khoảnh đất rộng và bằng phẳng, theo quy hoạch sẽ làm nơi thiết triều chính của vua chúa Triều Tiên. Quy mô ở đây là biểu tượng cho quyền lực phong kiến của vương triều. Nếu đối chiếu với nhà Nguyễn ở Việt Nam thì Gyeongbokgung tương đương với Hoàng thành Huế, còn Cần Chính Điện ở Gyeongbokgung tương đương Thái Hòa Điện.
Khi Nhật Bản xâm lăng Triều Tiên vào cuối thế kỷ 16, Gyeongbokgung bị phá hủy hoàn toàn. Triều đình Triều Tiên phải dùng Xương Đức Cung trong suốt 270 năm cho đến khi Cảnh Phúc Cung được xây lại vào năm 1868.
Ngày 8 tháng 10 năm 1895, Minh Thành Hoàng hậu bị ám sát tại Cảnh Phúc Cung, Triều Tiên Cao Tông cùng hoàng gia phải bỏ Gyeongbokgung và không bao giờ trở lại đó nữa vì sau đó Triều Tiên bị Nhật Bản thôn tính và Gyeongbokgung không còn làm nơi triều chính nữa.
Cung điện ngày nay phần lớn được phục dựng bắt đầu từ năm 1995. Năm 2005, chính phủ Hàn Quốc cho chuyển Bảo tàng quốc gia Hàn Quốc vào Gyeongbokgung, giúp cho việc bảo tồn cho cung điện này.

## Các công trình bên trong Gyeongbokgung

### Gwanghwamun

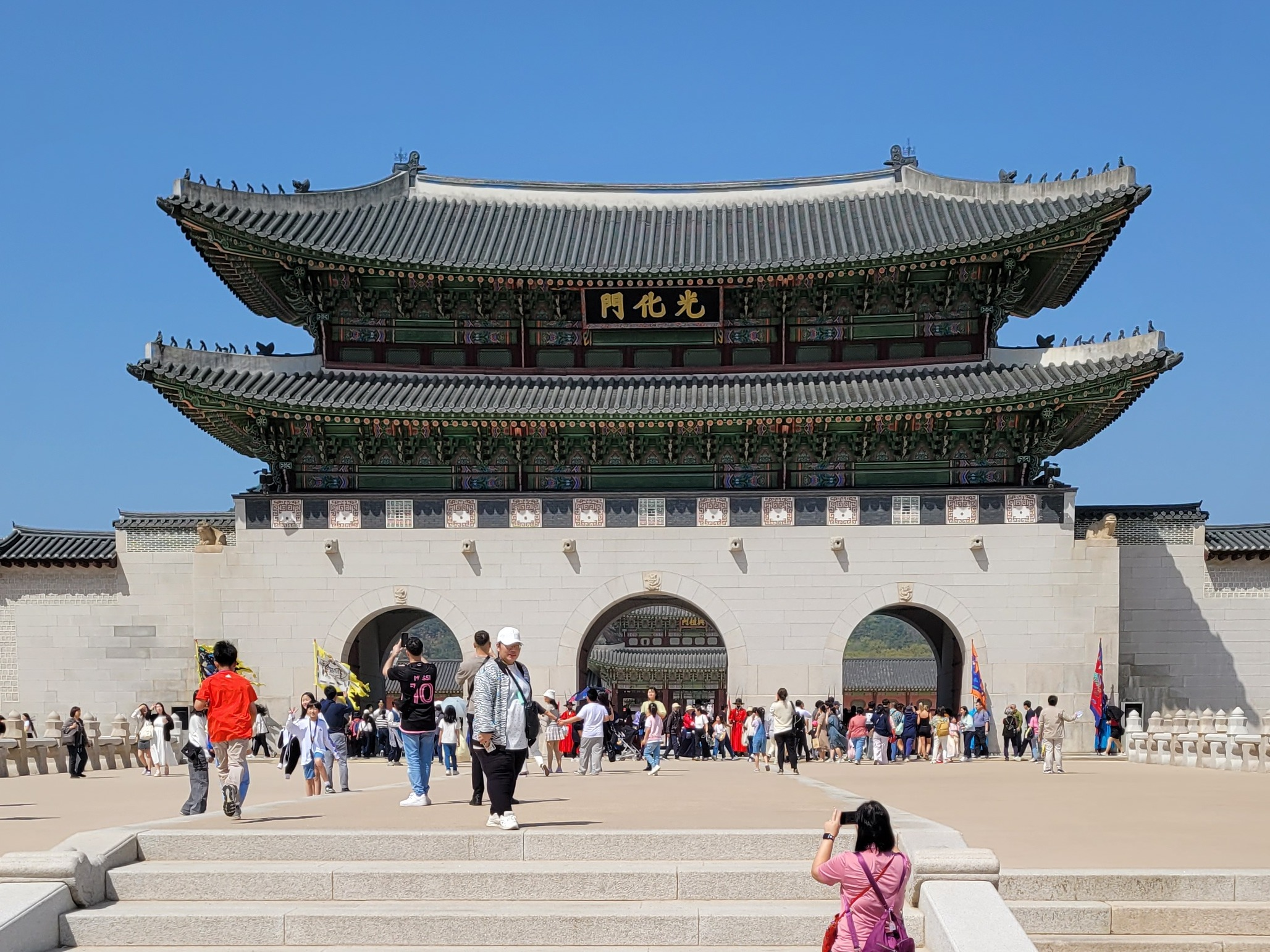
Gwanghwamun - cổng chính phía Nam dẫn vào Gyeongbokgung

Gwanghwamun (Tiếng Hàn: 광화문; Hanja: 光化門, Hán Việt: Quang Hóa môn) là cổng chính của Cung điện Gyeongbokgung.

### Heungnyemun

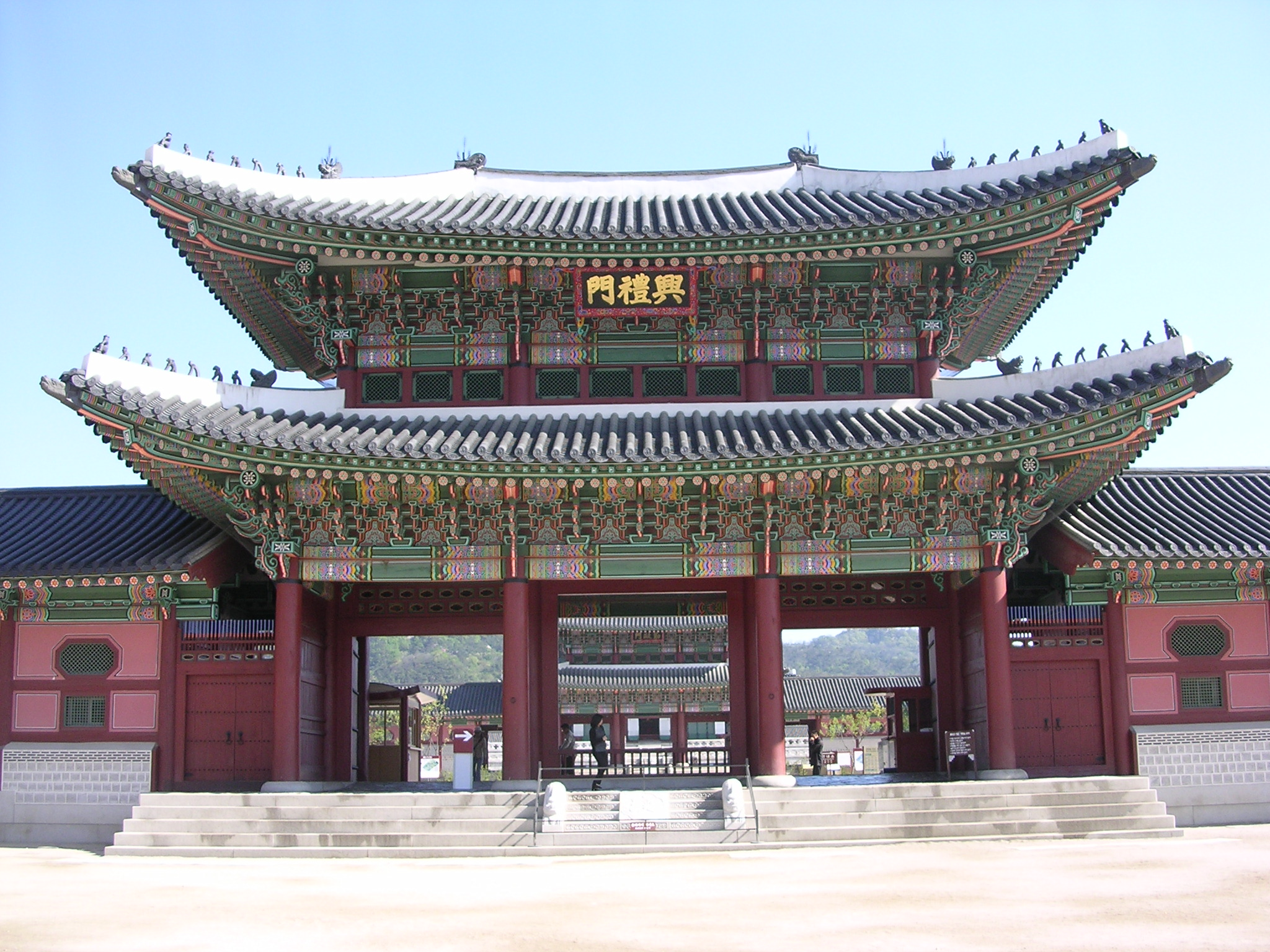
Heungryemun

Heungnyemun (Tiếng Hàn: 흥례문; 興禮門; Hán Việt: Hưng Lễ môn) là lớp cửa thứ hai, nằm phía sau Gwanghwamun, phía trước Geunjeongmun.

### Geunjeongmun

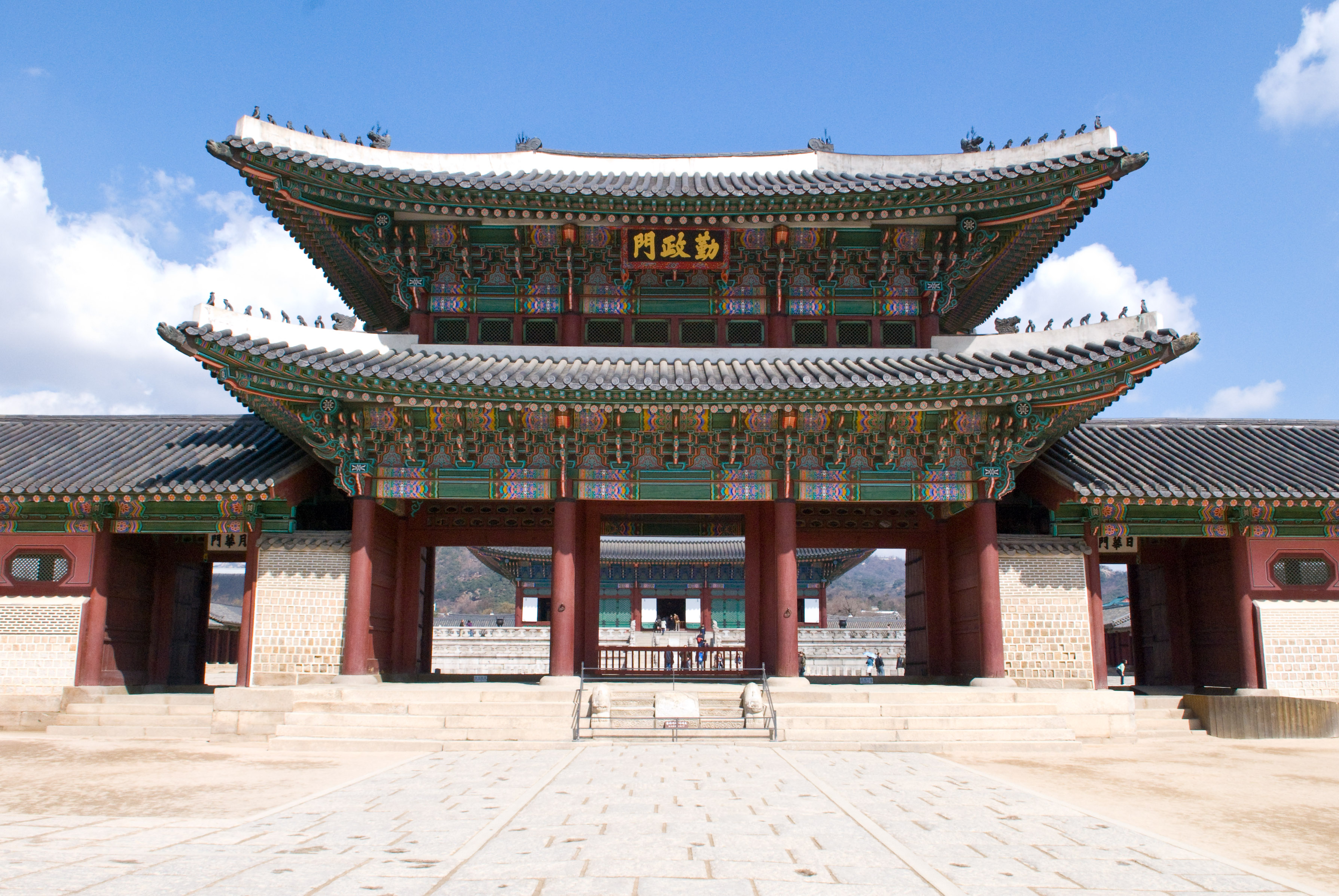
Geunjeongmun

Geunjeongmun (Tiếng Hàn: 근정문; Hanja: 勤政門; Hán Việt: Cần Chính môn) là lớp cửa thứ ba, nằm ngay phía sau Heungryemun và phía trước Geunjeongjeon. Cần Chính môn là cổng chính dẫn vào sân trong và vào Geunjeongjeon. Cổng được chia thành ba lối đi riêng biệt và chỉ có nhà vua mới được phép đi qua lối ở giữa.

### Geunjeongjeon

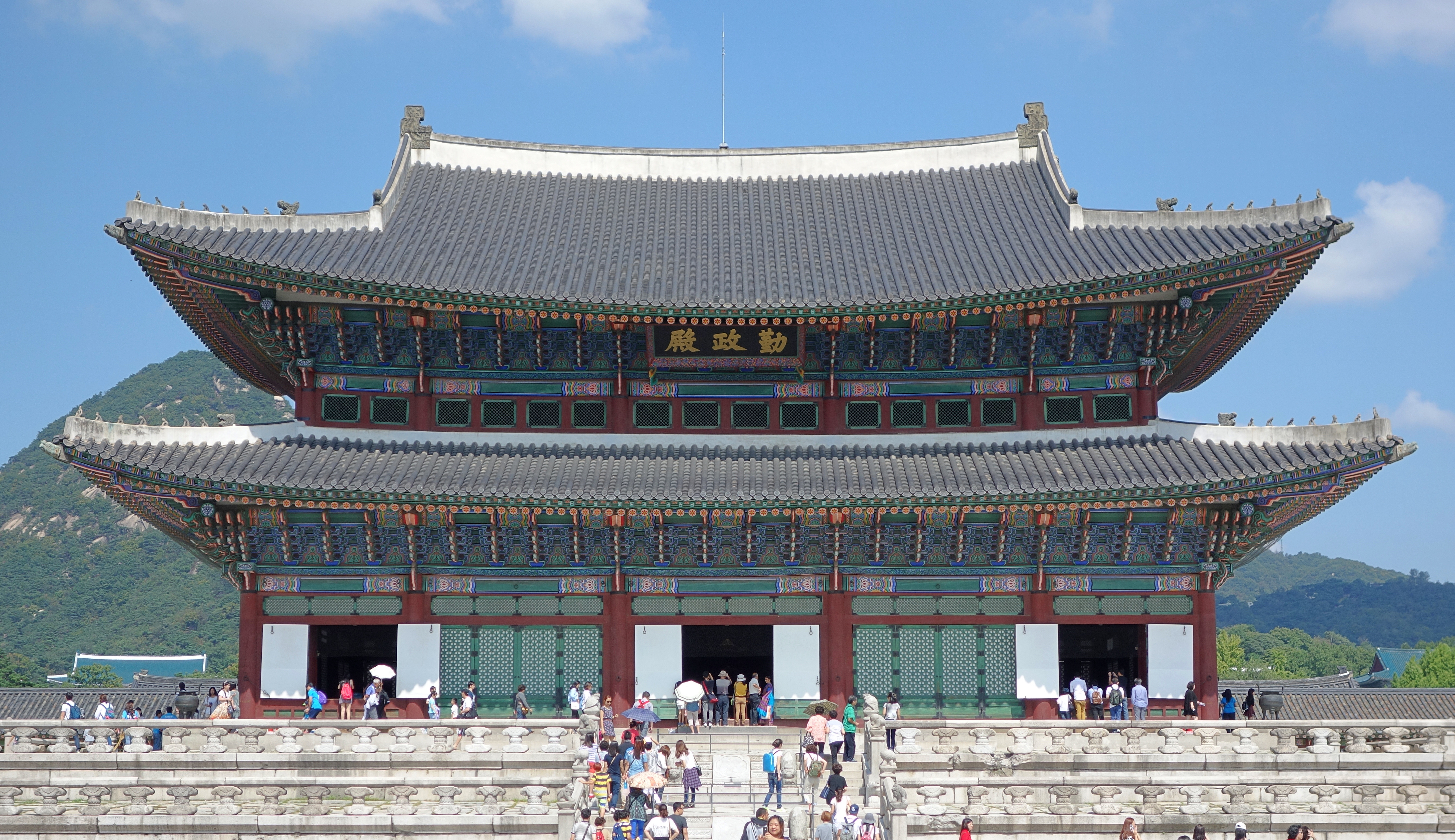
Geunjeongjeon

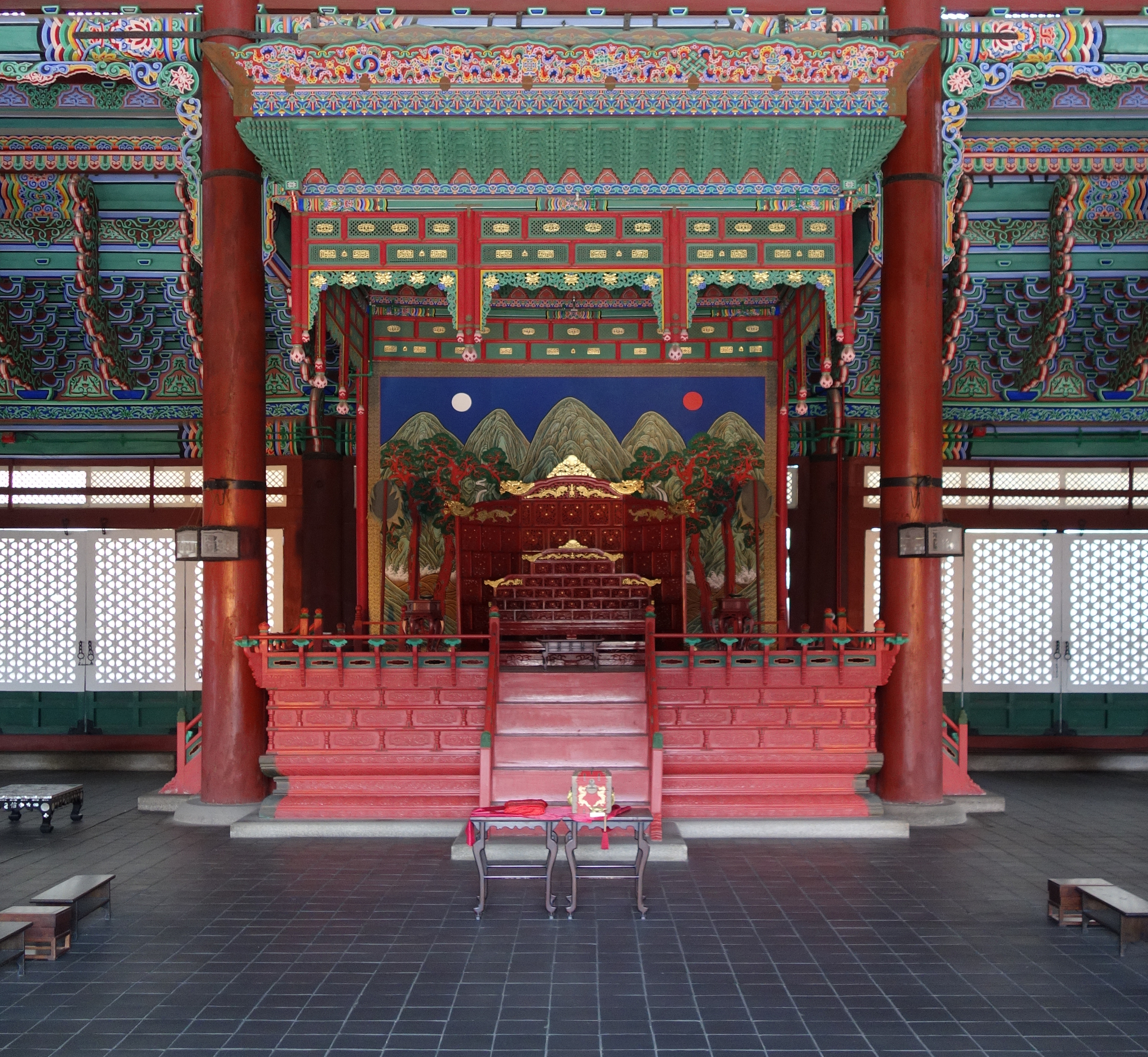
Ngai vàng trong Geunjeongjeon

Geunjeongjeon (Tiếng Hàn: 근정전; Hanja: 勤政殿; Hán Việt: Cần Chính điện) là nơi nhà vua chính thức tiếp kiến các triều thần của mình, đưa ra những tuyên bố về tầm quan trọng quốc gia và chào đón các sứ thần và đại sứ nước ngoài trong triều đại Joseon. Công trình này được chỉ định là Bảo vật Quốc gia của Hàn Quốc số 223 vào ngày 8 tháng 1 năm 1985.
Geunjeongjeon ban đầu được xây dựng vào năm 1395 dưới thời trị vì của Vua Taejo, nhưng đã bị thiêu rụi vào năm 1592 khi quân Nhật xâm lược Hàn Quốc. Công trình hiện tại được xây dựng vào năm 1867 khi Gyeongbokgung đang được phục dựng. Cái tên Geunjeongjeon - Geunjeongjeon, do đại thần Trịnh Đạo Truyền đặt ra."
Geunjeongjeon ược xây dựng chủ yếu bằng gỗ, nằm ở trung tâm của một sân lớn hình chữ nhật, trên đỉnh một bệ đá hai tầng. Nền điện được bao quanh bằng các lan can chi tiết và được trang trí với nhiều tác phẩm điêu khắc mô tả rồng và phượng. Sân thiết triều có hai hàng đá phẩm sơn, gọi là Pumgyeseok (Hán Việt: Phẩm giai thạch; tiếng Hàn: 품계석; Hanja: 品階石), cho biết vị trí của các quan trong triều đình theo cấp bậc của họ. Toàn bộ sân trong được bao bọc hoàn toàn bởi những tấm ván gỗ.

### Sajeongjeon

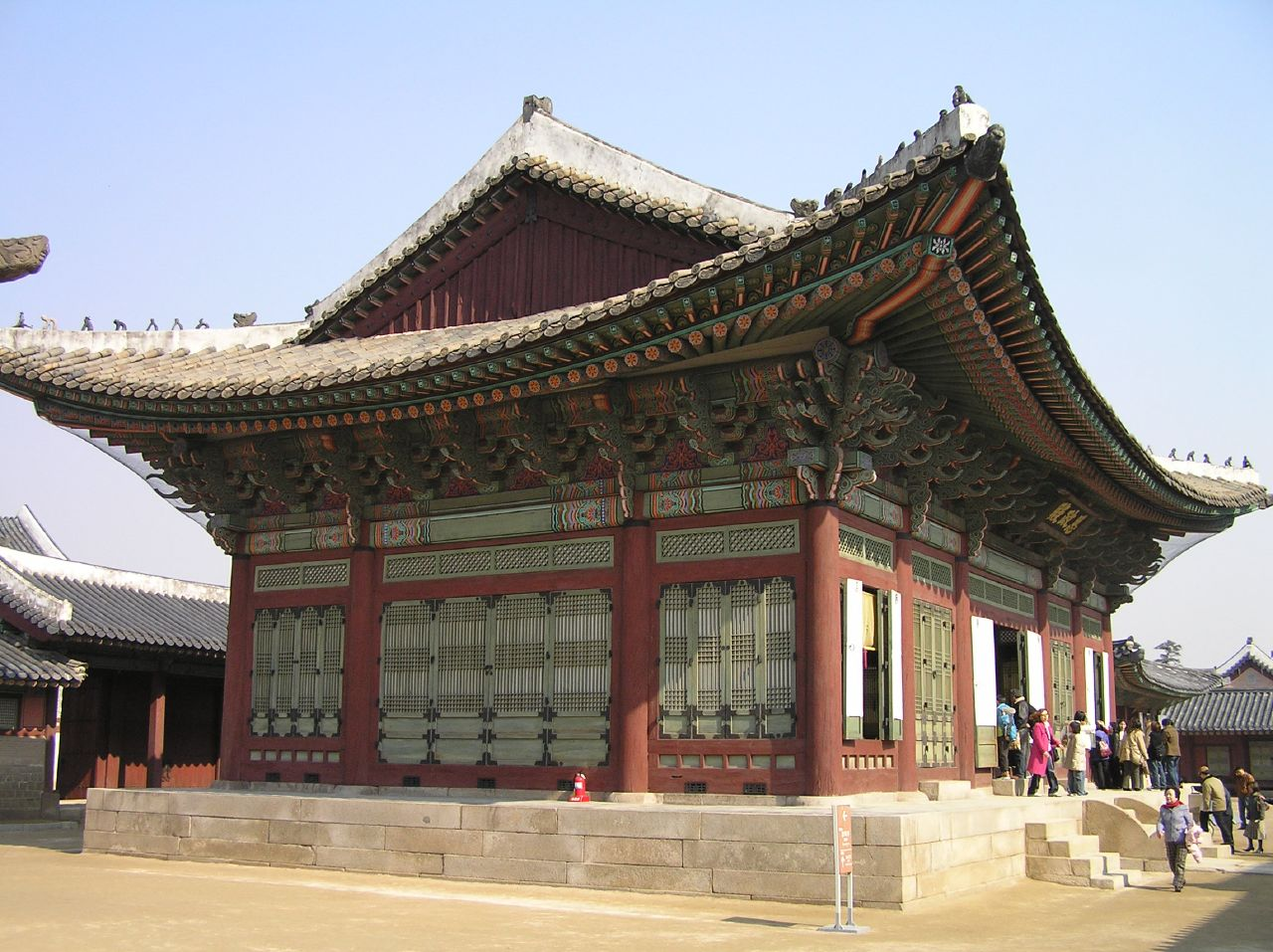
Sajeongjeon

Sajeongjeon (Hán Việt: Tư Chính điện; tiếng Hàn: 사정전; Hanja: 思政殿) là một ngôi điện được vua sử dụng làm nơi điều hành chính sự trong triều đại Joseon. Sajeongjeon nằm phía sau Geunjeongjeon, nhà vua thường xư lý chính vụ và họp với các quan ở đây.
Hai tòa nhà hai bên riêng biệt, Cheonchujeon (Tiếng Hàn: 천추전; Hanja: 千秋殿, Hán Việt: Thiên Thu điện) và Manchunjeon (Tiếng Hàn: 만춘전; Hanja: 萬春殿, Hán Việt: Vạn Xuân điện), nằm ở phía tây và phía đông của Sajeongjeon, và trong khi Sajeongjeon không được trang bị hệ thống sưởi, những tòa nhà này được trang bị Ondols để sử dụng trong những tháng lạnh hơn.

### Gyeonghoeru

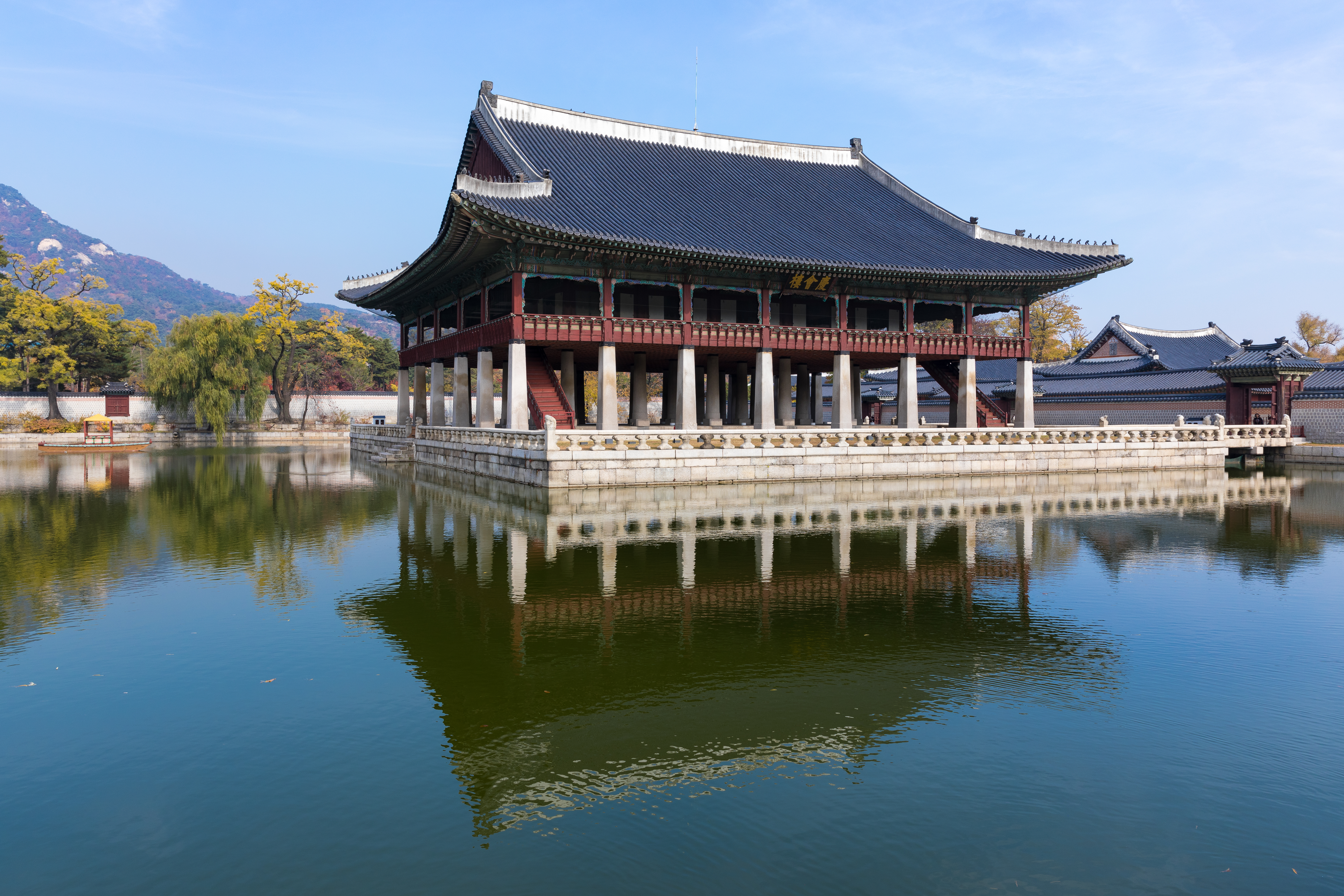
Gyeonghoeru nằm trên một gò đất giữa hồ, bên phải Geunjeongjeon

Gyeonghoeru (Tiếng Hàn: 경회루; Hanja: 慶會樓, Hán Việt: Khánh Hội lâu) là một công trình được sử dụng để tổ chức các bữa tiệc quan trọng và đặc biệt của triều đình trong triều đại Joseon. Nó được đăng ký là Bảo vật Quốc gia của Hàn Quốc số 224 vào ngày 8 tháng 1 năm 1985.
Gyeonghoeru đầu tiên được xây dựng vào năm 1412, năm thứ 12 của triều đại vua Taejong, nhưng đã bị thiêu rụi trong cuộc xâm lược của Nhật Bản vào Hàn Quốc năm 1592. Công trình hiện tại được xây dựng vào năm 1867 (năm thứ 4 của triều đại vua Gojong) trên một hòn đảo của một hồ nước nhân tạo hình chữ nhật, rộng 128 m và ngang 113 m.
Được xây dựng chủ yếu bằng gỗ và đá, Gyeonghoeru có hình thức mà cấu trúc bằng gỗ của tòa nhà nằm trên 48 cột đá lớn, với cầu thang gỗ nối từ tầng hai đến tầng một. Các chu vi bên ngoài của Khânh Hội lâu được hỗ trợ bởi các cột vuông trong khi các cột bên trong là hình trụ; chúng được đặt như vậy để đại diện cho ý tưởng về Âm - Dương. Khi Gyeonghoeru ban đầu được xây dựng vào năm 1412, những cột đá này được trang trí với các tác phẩm điêu khắc mô tả những con rồng bay lên trời, nhưng những chi tiết này không được tái tạo khi tòa nhà được xây dựng lại vào thế kỷ 19. Ba cây cầu đá nối tòa nhà với khuôn viên cung điện và các góc của lan can quanh đảo được trang trí bằng các tác phẩm điêu khắc mô tả mười hai con vật Hoàng đạo.
Gyeonghoeru từng được đại diện trên tờ tiền 10.000 won của Hàn Quốc (Sê-ri 1983-2002).

### Sujeongjeon

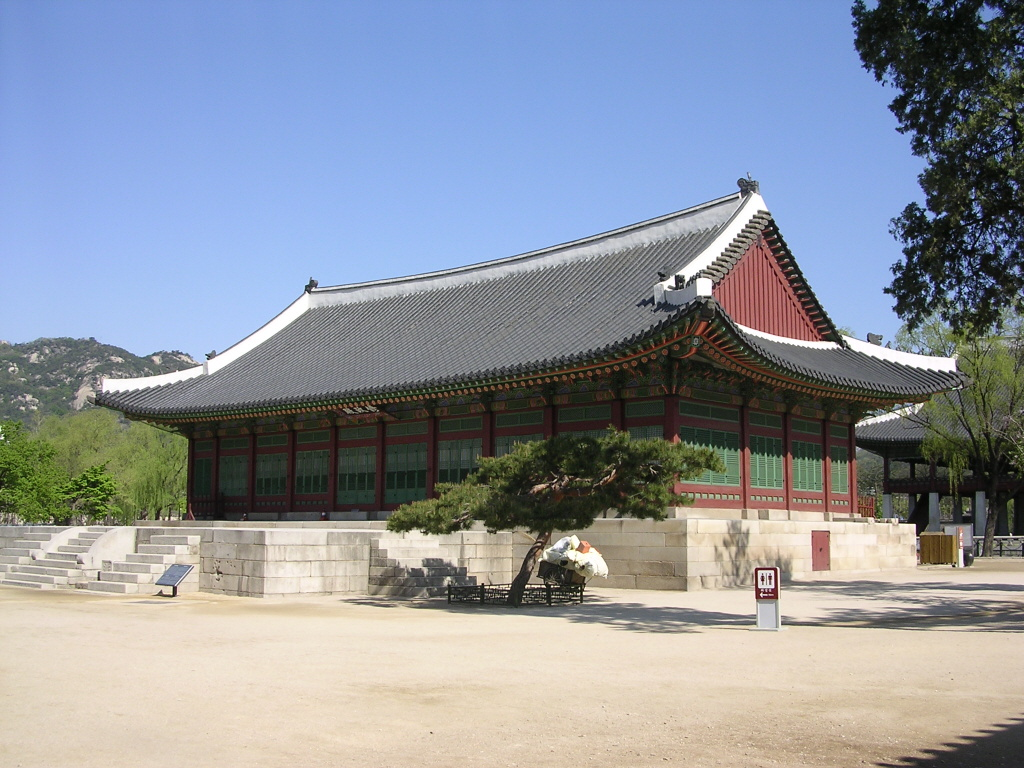
Sujeongjeon

Sujeongjeon (Tiếng Hàn: 수정전; Hanja: 修政殿, Hán Việt: Tu Chính điện), một ngôi điện nằm ở phía nam của Gyeonghoeru, được xây dựng vào năm 1867 và được sử dụng bởi nội các của triều đại Joseon.

### Gangnyeongjeon

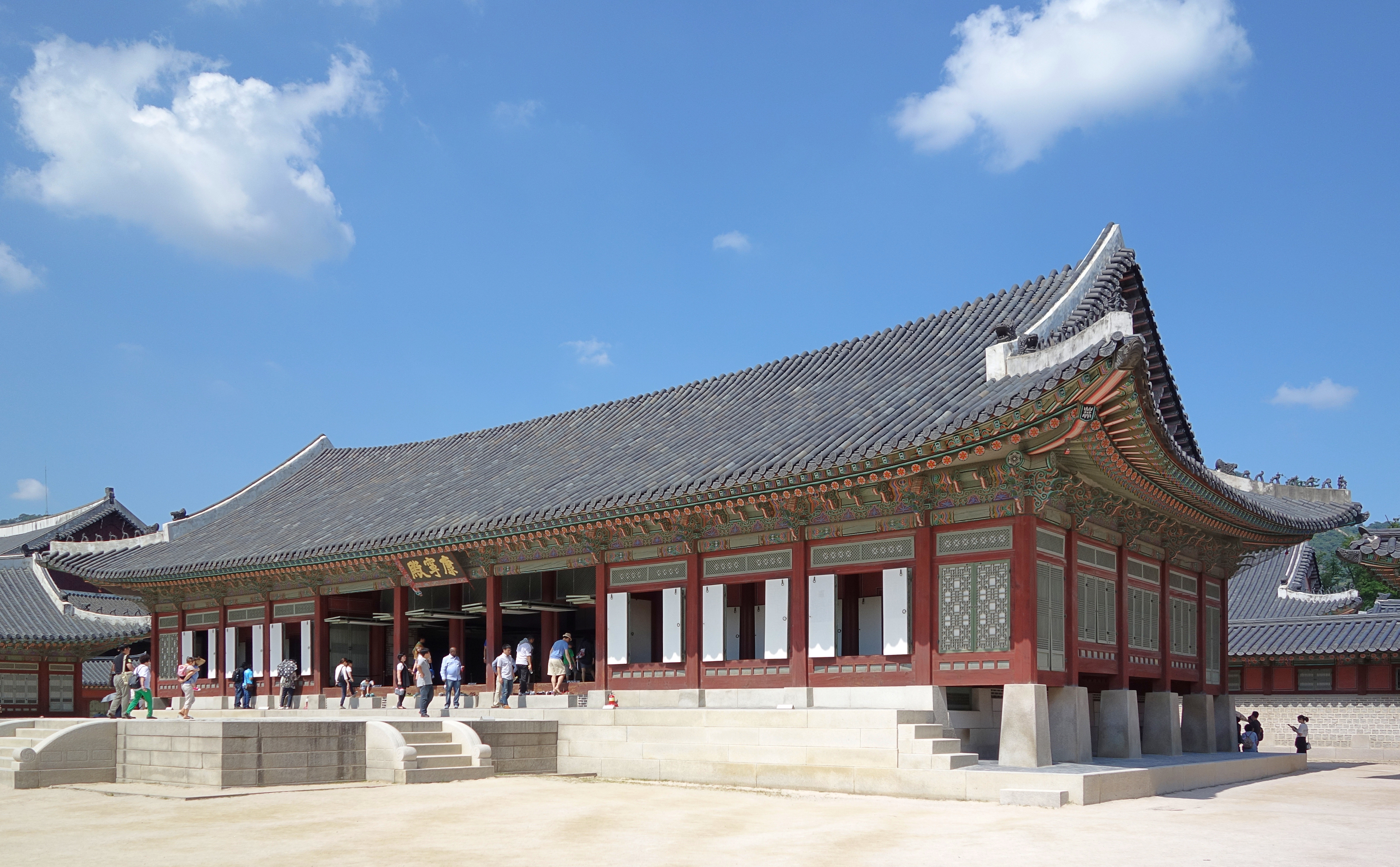
Gangnyeongjeon

Gangnyeongjeon (Tiếng Hàn: 강녕전; Hanja: 康寧殿, Hán Việt: Khang Ninh điện) là một ngôi điện được sử dụng làm nơi ở chính của nhà vua. Được xây dựng lần đầu tiên vào năm 1395, năm thứ tư dưới thời của vua Thái Tổ, tòa nhà chứa phòng ngủ của nhà vua. Bị phá hủy trong cuộc xâm lược của Nhật Bản vào Hàn Quốc năm 1592, ngôi điện này được xây dựng lại khi Cảnh Phúc cung được xây dựng lại vào năm 1867, nhưng nó lại bị thiêu rụi bởi một trận hỏa hoạn lớn vào tháng 11 năm 1876 và phải được khôi phục lại vào năm 1888 theo lệnh của Vua Cao Tông.
Năm 1917, Gangnyeongjeon bị triệt giải để lấy gỗ xây dựng Xương Đức cung. Gangnyeongjeon hiện tại được xây dựng vào năm 1994, tỉ mỉ khôi phục lại nguyên bản của tòa nhà theo đúng thông số kỹ thuật và thiết kế.
Gangnyeongjeon bao gồm các hành lang và mười bốn phòng hình chữ nhật, mỗi phòng bảy phòng nằm ở bên trái và bên phải của tòa nhà theo một bố cục giống như một bàn cờ. Nhà vua sử dụng phòng trung tâm trong khi các quan đại thần chiếm các phòng bên còn lại để bảo vệ, trợ giúp và nhận lệnh. Tòa nhà nằm trên một nền đá cao và hiên hoặc hiên bằng đá nằm ở phía trước của tòa nhà.
Đặc điểm nổi bật của tòa nhà là không có mái nhà màu trắng trên cùng được gọi là Yongmaru (tiếng Hàn: 용마루) trong tiếng Hàn. Nhiều giả thuyết tồn tại để giải thích sự vắng mặt, trong đó một giả thuyết nổi bật nói rằng, vì nhà vua được biểu tượng là rồng trong triều đại Joseon, Yongmaru, có chứa chữ cái rồng hoặc yong (龍), không thể nằm trên đầu nhà vua khi đang ngủ.

### Gyotaejeon

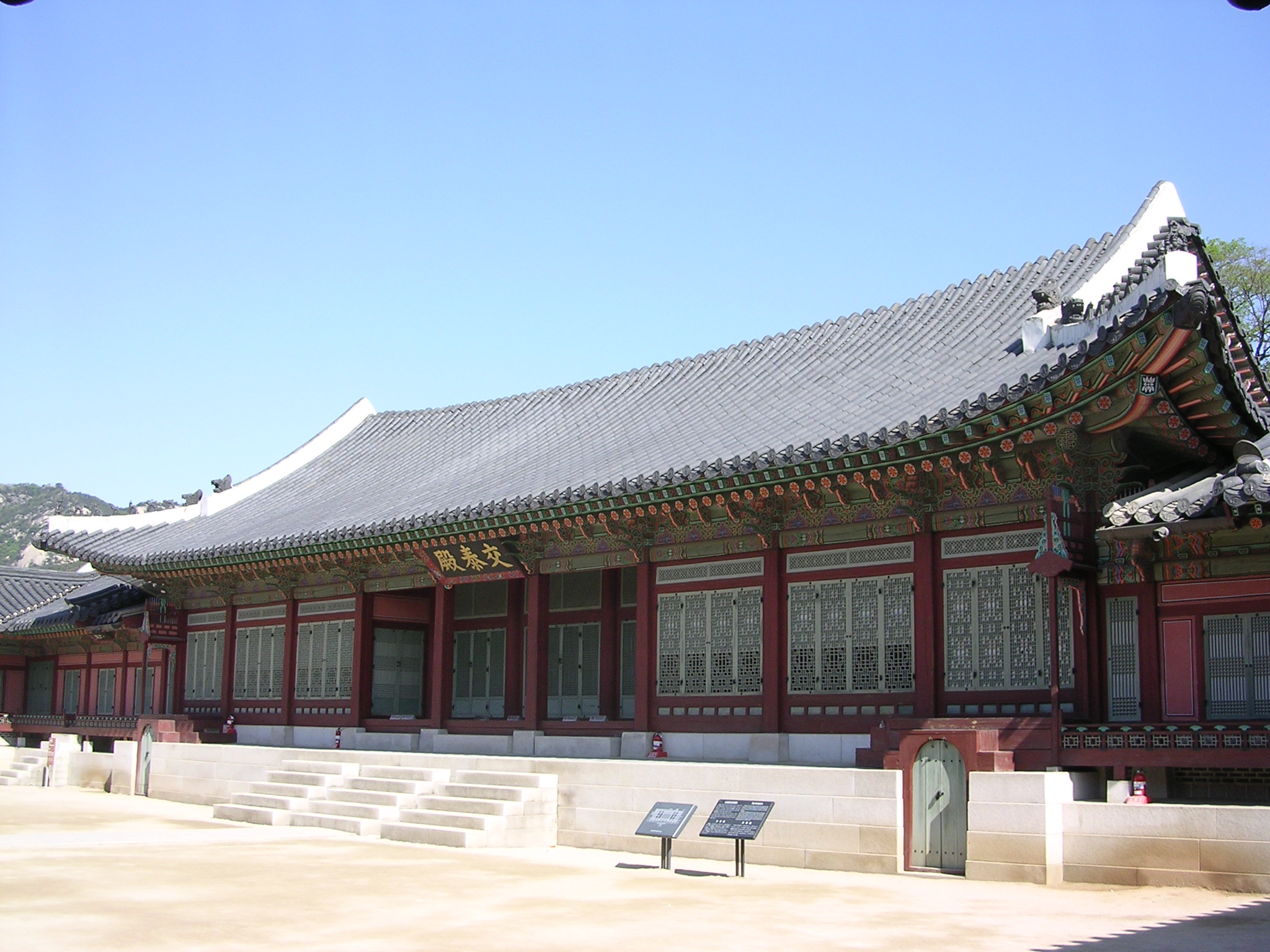
Gyotaejeon - nơi ở của Hoàng hậu.

Gyotaejeon (Hán Việt: Giao Thái điện; tiếng Hàn: 교태전; Hanja: 交泰殿) là một ngôi điện được sử dụng làm nơi ở chính của Vương phi của triều đại Joseon. Điện này nằm phía sau Gangnyeongjeon, nơi ở của nhà vua, và chứa buồng ngủ của Vương phi. Nó được xây dựng lần đầu tiên vào khoảng năm 1440, năm thứ 22 dưới triều Thế Tông vương.
Thế Tông, người được ghi nhận là có sức khỏe yếu sau thời kỳ trị vì của mình, đã quyết định xử lý triều chính ở Khang Ninh điện, nơi đặt giường ngủ của ông, thay vì Tư Chính điện. Vì quyết định này có nghĩa là nhiều quan lại triều thần thường xuyên cần đến thăm và xâm phạm đến cấm vực của Khang Ninh điện, nên Thế Tông đã cho xây dựng Giao Thái điện làm nơi cấm vực cho Vương phi.
Tòa điện này bị thiêu rụi vào năm 1592 khi quân Nhật xâm lược, nhưng đã được xây dựng lại vào năm 1867. Năm 1917, Giao Thái điện  bị triệt giải để lấy gỗ xây Xương Đức cung. Tòa điện hiện tại được xây dựng lại vào năm 1994 theo đúng thiết kế và thông số kỹ thuật ban đầu của. Tòa nhà, giống như Gangnyeongjeon, không có mái trên cùng gọi là Yongmaru.

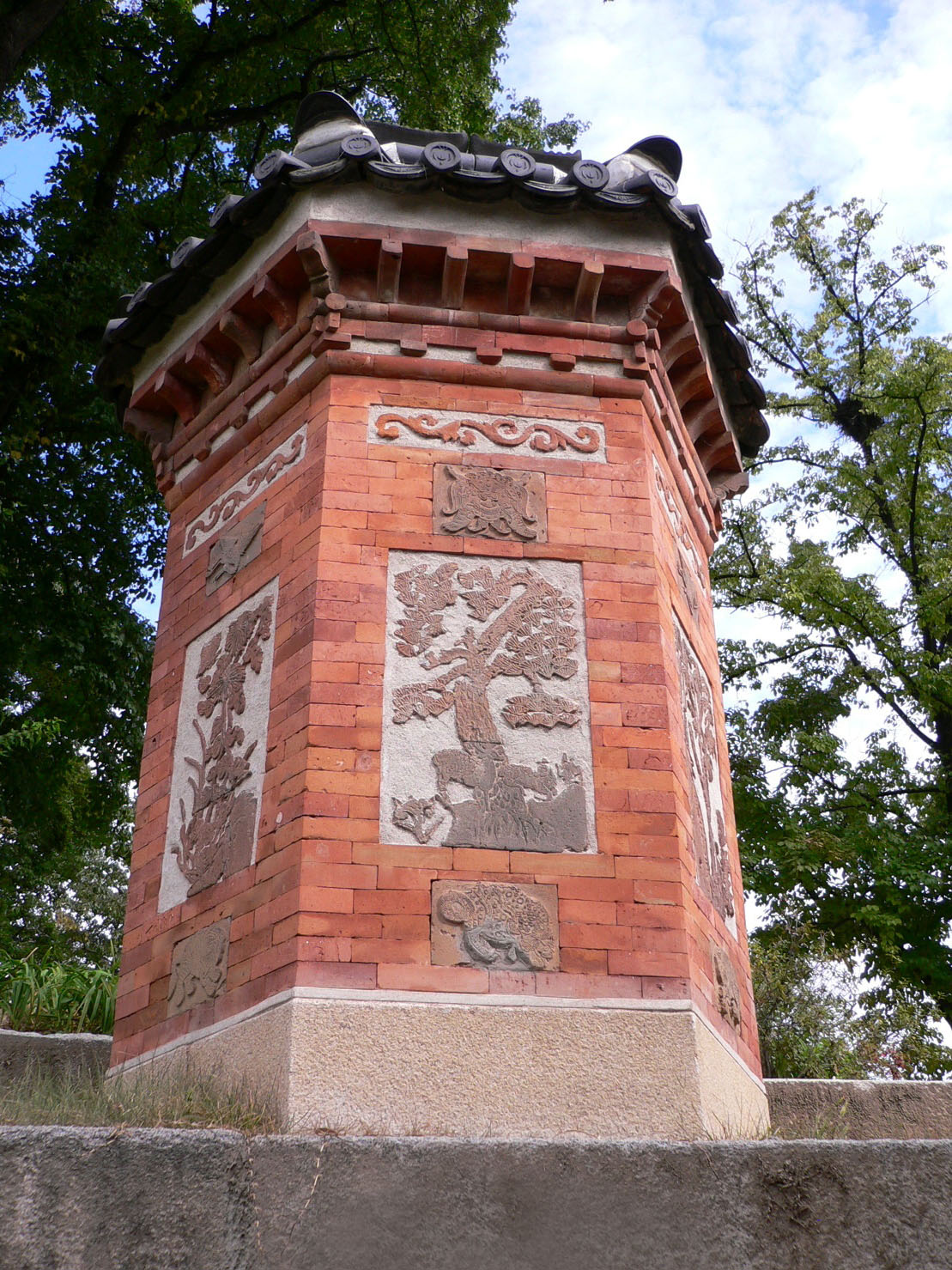
Trụ ống khói đá trong hoa viên Amisan

Amisan (Hán Việt: Nga Mi Sơn; tiếng Hàn: 아미산; Hanja: 峨嵋山), một khu vườn nổi tiếng được tạo ra từ một gò đất nhân tạo, nằm phía sau Gyotaejeon. Bốn ống khói hình lục giác, được xây dựng vào khoảng năm 1869 bằng gạch màu cam và mái ngói trang trí, tô điểm cho Amisan mà không cho thấy chức năng tiện dụng của chúng và là những ví dụ đáng chú ý về nghệ thuật tạo hình được tạo ra trong triều đại Joseon. Các ống khói đã được đăng ký là Kho báu số 811 của Hàn Quốc vào ngày 8 tháng 1 năm 1985.

### Hyangwonjeong

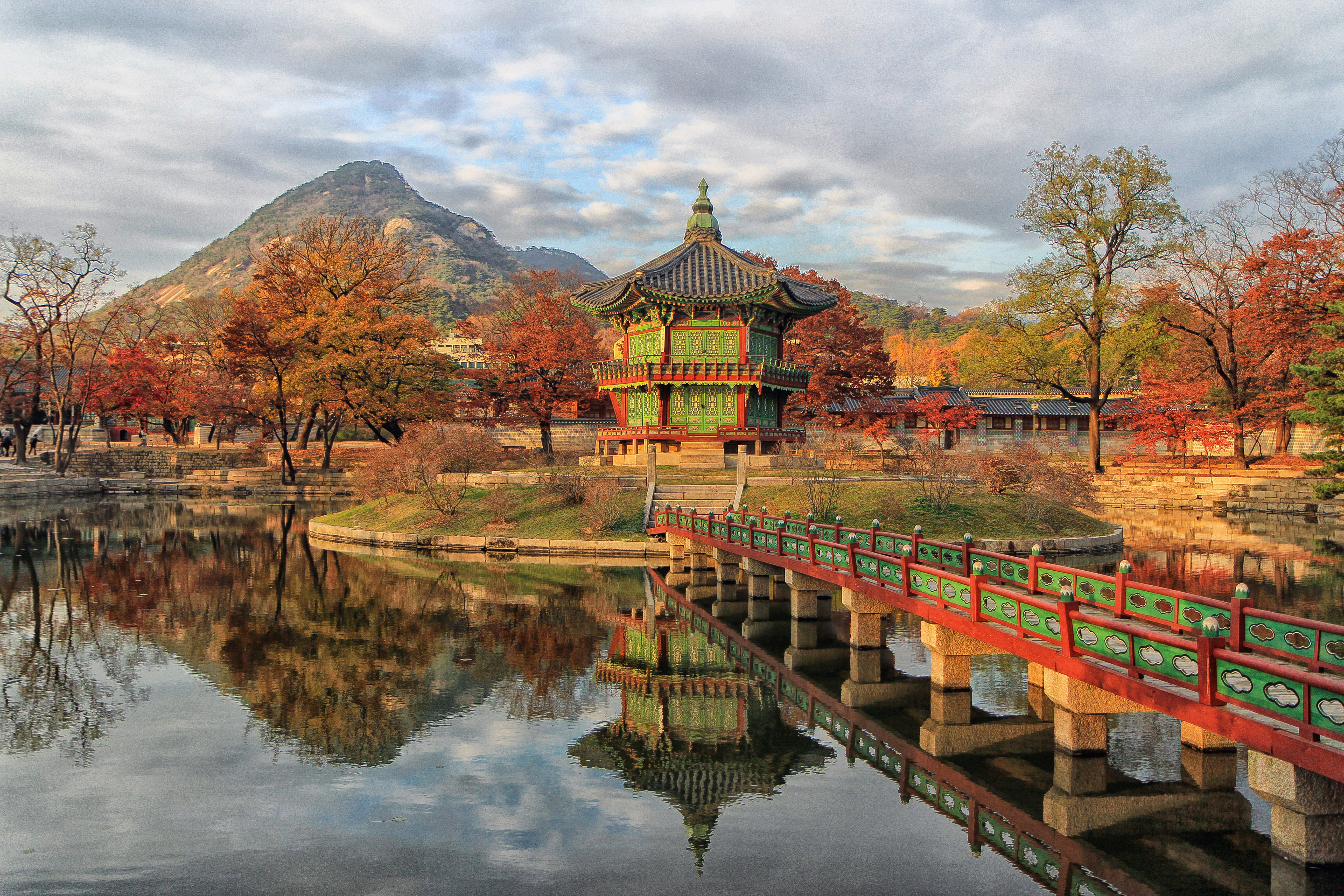
Hyangwonjeong

Hyangwonjeong (Tiếng Hàn: 향원정; Hanja: 香遠亭, Hán Việt: Hương Viễn đình) là một gian nhà nhỏ hình lục giác hai tầng được xây dựng vào khoảng năm 1873 theo lệnh của vua Gojong.
Ngôi đình được xây dựng trên một hòn đảo nhân tạo trong hồ có tên Hyangwonji (Hán Việt: Hương Viễn trì; tiếng Hàn: 향원지; Hanja: 香遠池), và một cây cầu có tên Chwihyanggyo (Hán Việt: Túy Hương kiều; tiếng Hàn: 취향교; Hanja: 醉香橋) nối nó với khuôn viên cung điện. Tên Hyangwonjeong - Hương Viễn đình hiểu theo nghĩa đen là "ngôi đình của hương thơm bay xa", trong khi Chwihyanggyo - Túy Hương kiều là "Cây cầu say đắm hương thơm".
Cây cầu Chwihyanggyo ban đầu nằm ở phía bắc của hòn đảo và là cây cầu dài nhất được xây dựng hoàn toàn bằng gỗ trong triều đại Joseon; tuy nhiên, nó đã bị phá hủy trong Chiến tranh Triều Tiên. Cây cầu được xây dựng lại theo hình dáng hiện tại ở phía nam của hòn đảo vào năm 1953, nhưng hiện đang được di dời về vị trí ban đầu ở phía bắc. Việc xây dựng lại dự kiến sẽ hoàn thành vào năm 2019.

### Jagyeongjeon

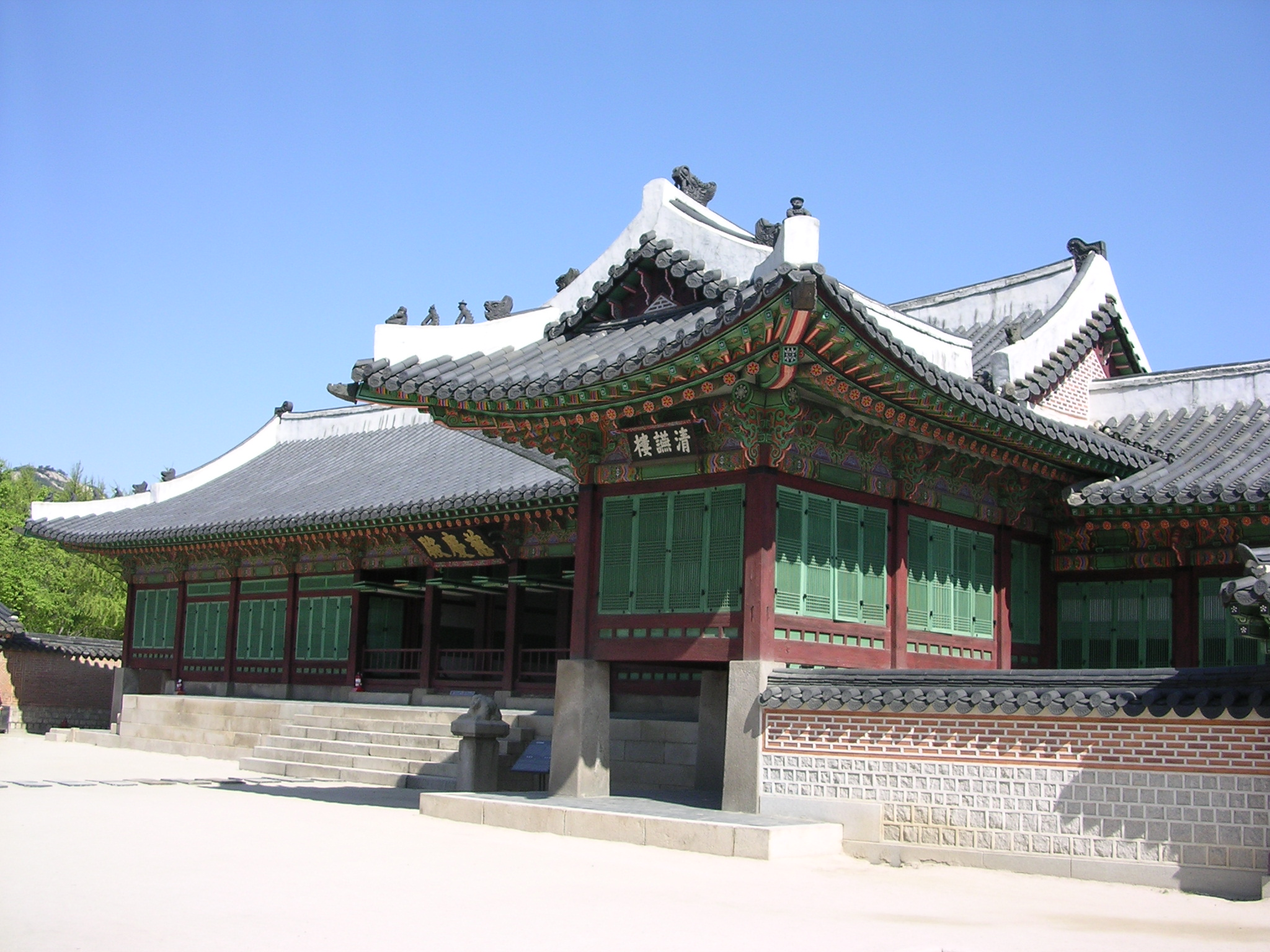
Jagyeongjeon

Từ Khánh điện (Jagyeongjeon; tiếng Hàn: 자경전; Hanja: 慈慶殿) là một tòa điện được sử dụng làm nơi ở chính của Vương hậu Thần Trinh (Sinjeong; tiếng Hàn: 신정 왕후; Hanja: 神貞王后), mẹ của vua Hiến Tông. Được xây dựng lần đầu tiên vào năm 1865 và bị thiêu rụi hai lần bởi hỏa hoạn nhưng được xây dựng lại vào năm 1888. Jagyeongjeon là cung điện của hoàng gia duy nhất ở Cảnh Phúc cung còn sót lại sau các chiến dịch phá hủy của chính phủ Nhật Bản trong thời kỳ Nhật Bản chiếm đóng Hàn Quốc.

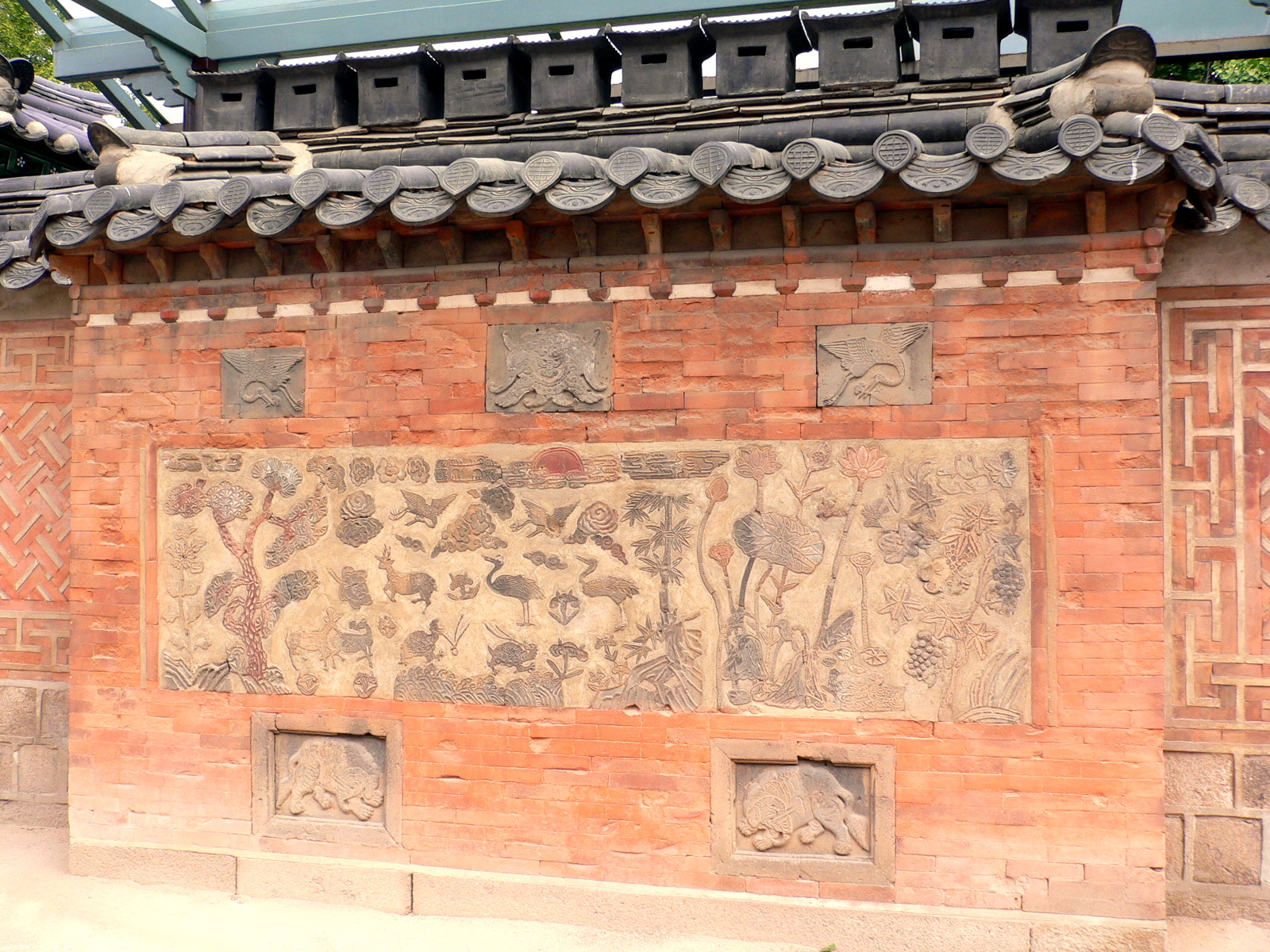
Ống khói trường thọ

Các ống khói của Jagyeongjeon được trang trí với mười dấu hiệu của sự trường thọ để mong muốn một cuộc sống lâu dài cho nữ hoàng quá cố, trong khi các bức tường phía tây được trang trí bằng các thiết kế hoa. Phần nhô ra phía đông nam của Jagyeongjeon, được đặt tên là Cheongyeollu (Hán Việt: Thanh Yên lầu; tiếng Hàn: 청연루; Hanja: 清讌樓), được thiết kế để mang lại không gian mát mẻ hơn vào mùa hè, trong khi phần phía tây bắc của Jagyeongjeon, được đặt tên là Bokandang (Hán Việt: Phúc An đường; tiếng Hàn: 복안당; Hanja: 福安堂), được thiết kế cho những tháng mùa đông. Phần phía đông của Jagyeongjeon, tên là Hyeopgyeongdang (Hiệp Khánh đường; Tiếng Hàn: 협경당; Hanja: 協慶堂) và được phân biệt bởi chiều cao thấp hơn của tòa nhà, được sử dụng bởi các phụ tá của nữ hoàng quá cố.
Tòa điện và các bức tường trang trí đã được đăng ký là Kho báu số 809 của Hàn Quốc vào ngày 8 tháng 1 năm 1985.

### Jibokjae

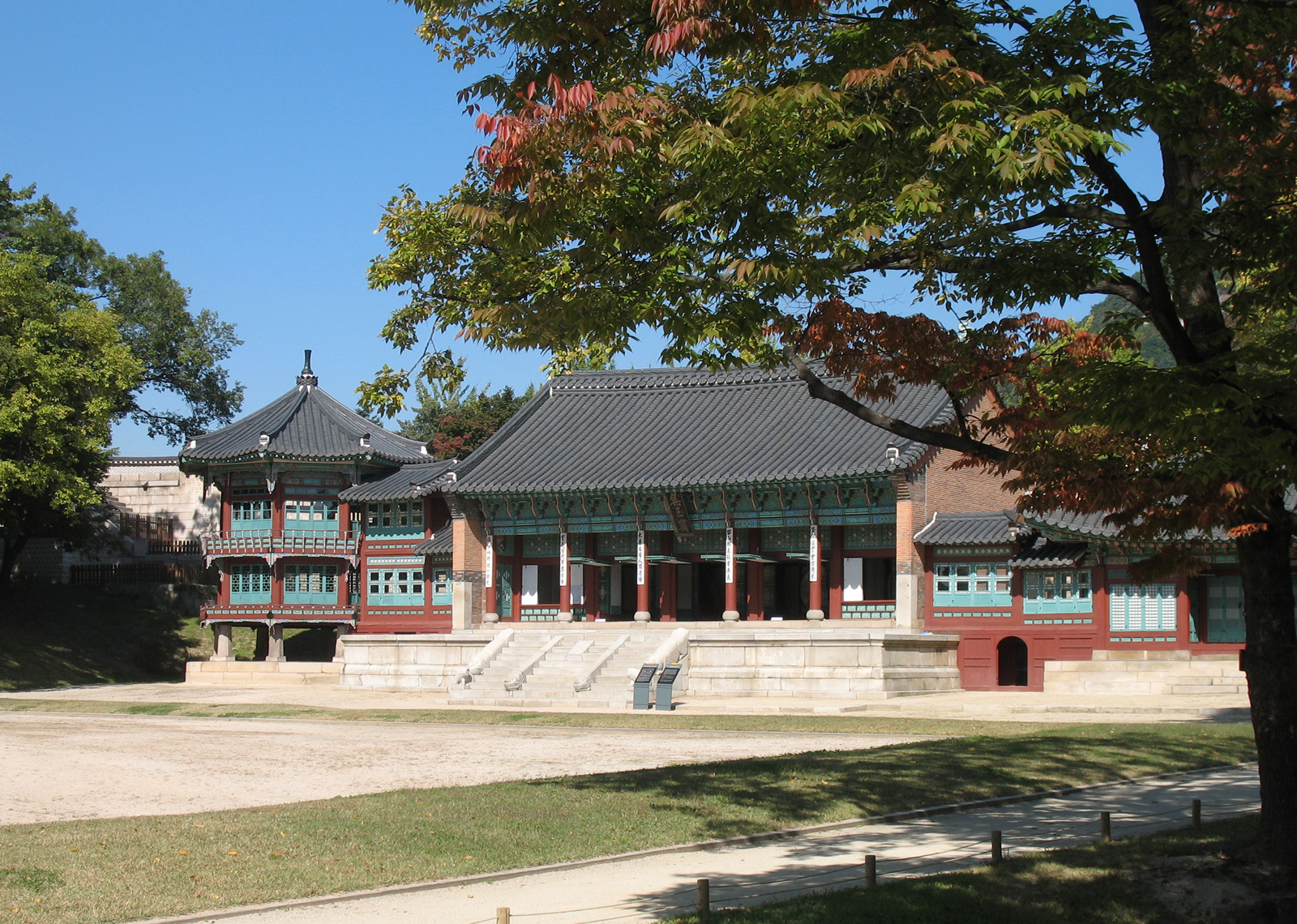
Jibokjae

Jibokjae (Tiếng Hàn: 집옥재; Hanja: 集玉齋, Hán Việt: Tập Ngọc trai) nằm cạnh Dinh thự Geoncheonggung, là một thư viện tư nhân hai tầng được sử dụng bởi vua Cao Tông. Năm 1876, một trận hỏa hoạn lớn xảy ra ở Gyeongbokgung, và vua Cao Tông, trong một thời gian ngắn, đã chuyển đến và cư trú tại Changdeokgung Cuối cùng ông chuyển về Gyeongbokgung vào năm 1888, nhưng ông đã cho tháo dỡ Jibokjae đã có từ trước và chuyển từ Changdeokgung đến vị trí hiện tại vào năm 1891.
Công trình độc đáo thể hiện sự ảnh hưởng nặng nề của kiến trúc Trung Quốc thay vì kiến trúc cung điện truyền thống của Hàn Quốc. Các bức tường bên được xây dựng hoàn toàn bằng gạch, một phương pháp thường được người Trung Quốc đương đại sử dụng, và các hình thức mái, bình phong bên trong và cột của nó cũng thể hiện ảnh hưởng của Trung Quốc. Kiến trúc của này có thể nhằm tạo cho công trình một vẻ ngoài kỳ lạ.
Jibokjae được bao quanh bởi Parujeong (Tiếng Hàn: 팔우정; Hanja: 八隅亭, Hán Việt: Bát Ngung đình), một gian hàng hai tầng hình bát giác, ở bên trái và Hyeopgildang (Tiếng Hàn: 협길당; Hanja: 協吉堂, Hán Việt: Hiệp Cát đường) ở bên phải. Parujeong được xây dựng để lưu trữ sách, trong khi Hyeopgildang là một phần của Jibokjae. Cả hai tòa nhà đều được kết nối nội bộ với Jibokjae.
Bohyeondang (Tiếng Hàn: 보현당; Hanja: 寶賢堂, Hán Việt: Bảo Hiền đường) và Gahoejeong (Tiếng Hàn: 가회정; Hanja: 嘉會亭, Hán Việt: Gia Hội đường), các tòa nhà cũng tạo thành một khu phức hợp thư viện ở phía nam Jibokjae, đã bị chính phủ Nhật Bản phá bỏ vào đầu thế kỷ 20.

## Kiến trúc
Gyeongbokgung là công trình tiêu biểu cho nền nghệ thuật kiến trúc phương Đông chịu ảnh hưởng của văn hóa Hán. Đối với người Hàn thì đây là một nét son về mặt lịch sử nơi vua chúa Triều Tiên thiết triều. Về mặt mỹ thuật thì đây cũng là cung điện đồ sộ nhất tại Hàn Quốc.
Gyeongbokgung kết hợp hài hòa giữa bàn tay con người và thiên nhiên. Khuôn viên vườn cảnh có đình tạ, có hoa cỏ cắt tỉa công phu điển hình cho nghệ thuật vườn cảnh Hàn Quốc. Ngày nay, các nghi lễ diễu binh của ngự lâm quân diễn ra hằng ngày ở Gyeongbokgung để diễn lại phần nào phong cảnh huy hoàng của các triều đại vua chúa ngày xưa.
Gyeongbokgung thu hút du khách không hẳn vì quy mô kiến trúc mà có lẽ chủ yếu vì khu vườn thượng uyển nổi tiếng là đẹp. Người dân thủ đô Seoul cũng thường xuyên lui tới đây thỏa mắt ngắm cảnh và thả trí nghỉ ngơi.

## Hình ảnh

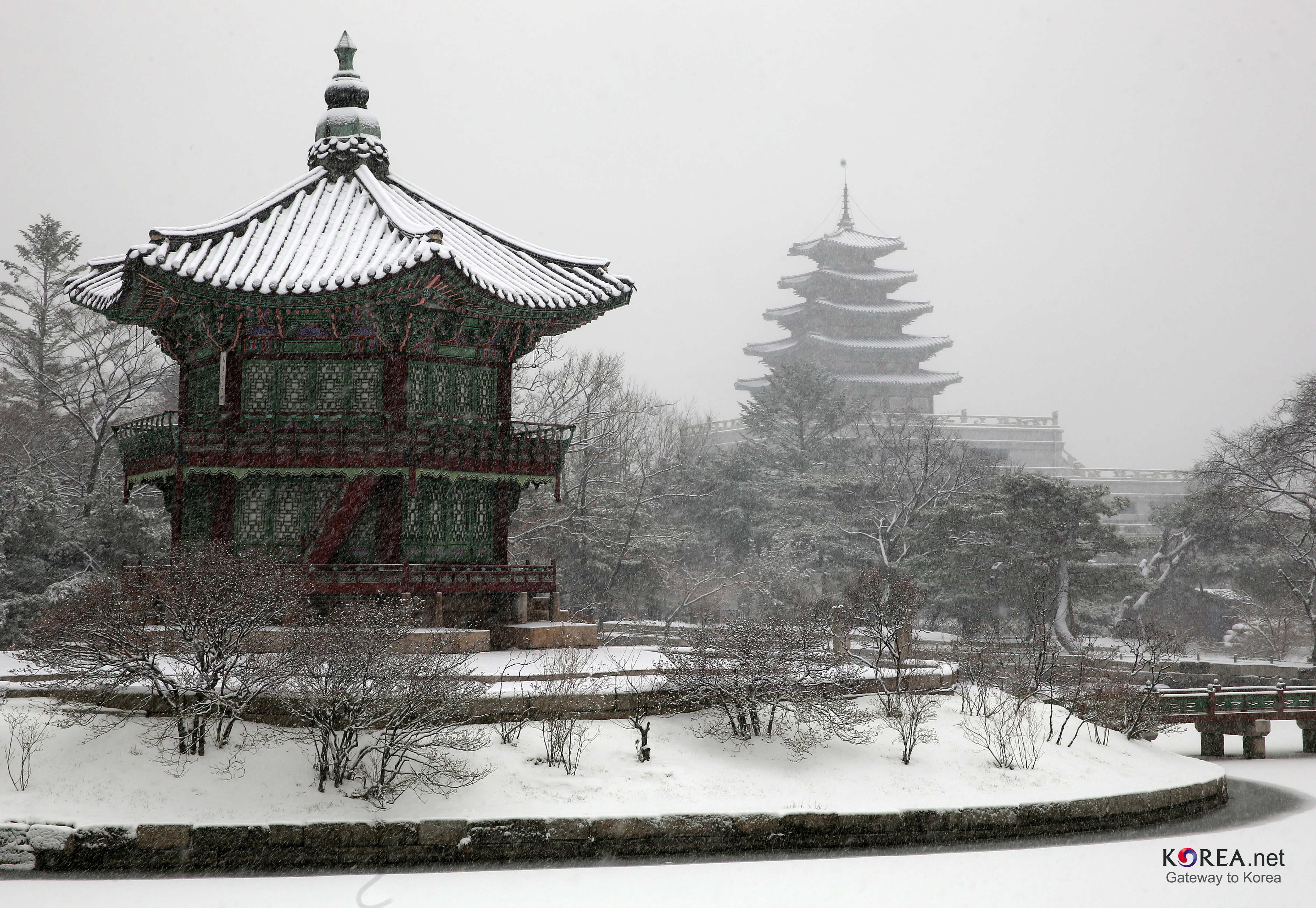
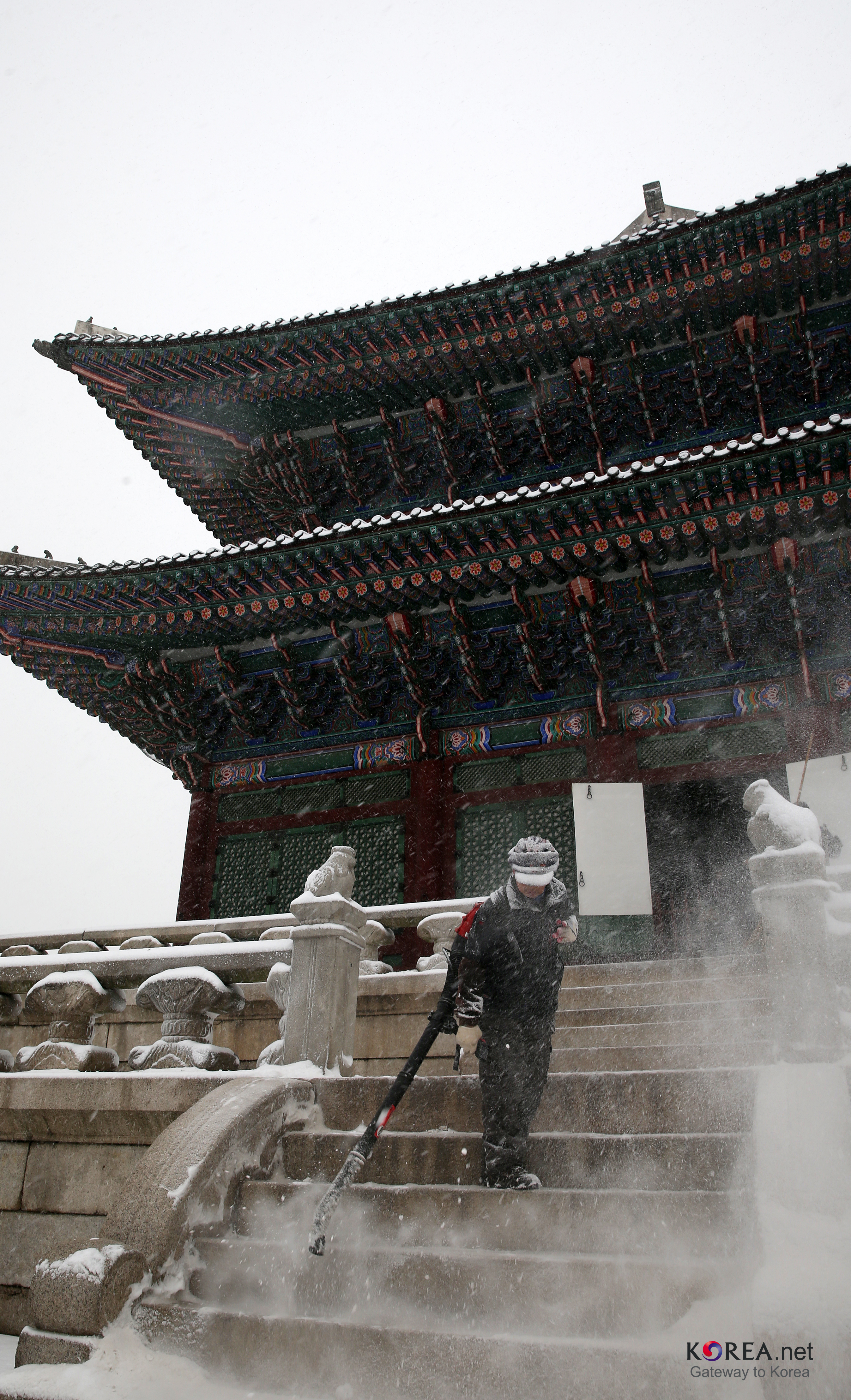
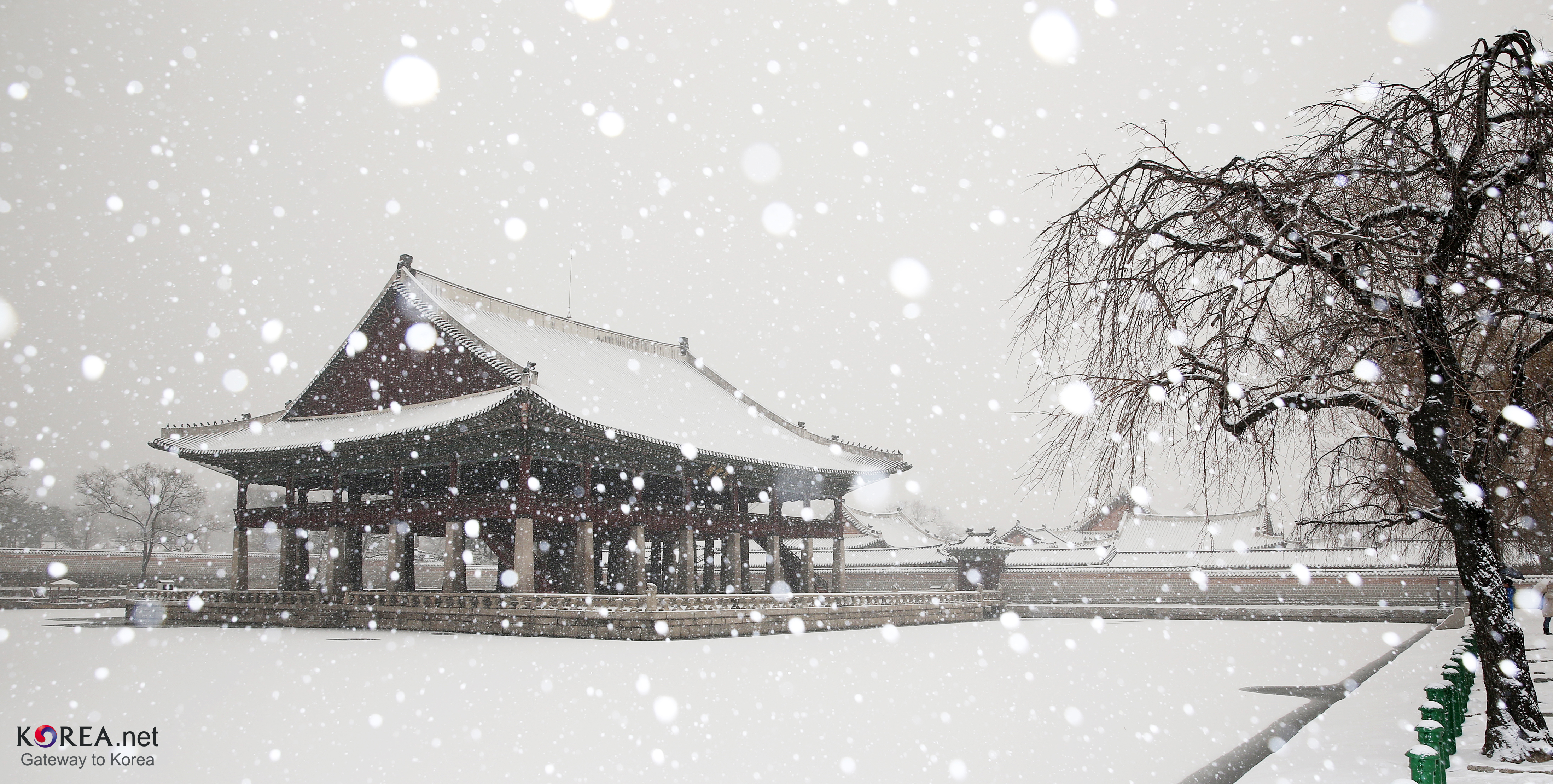
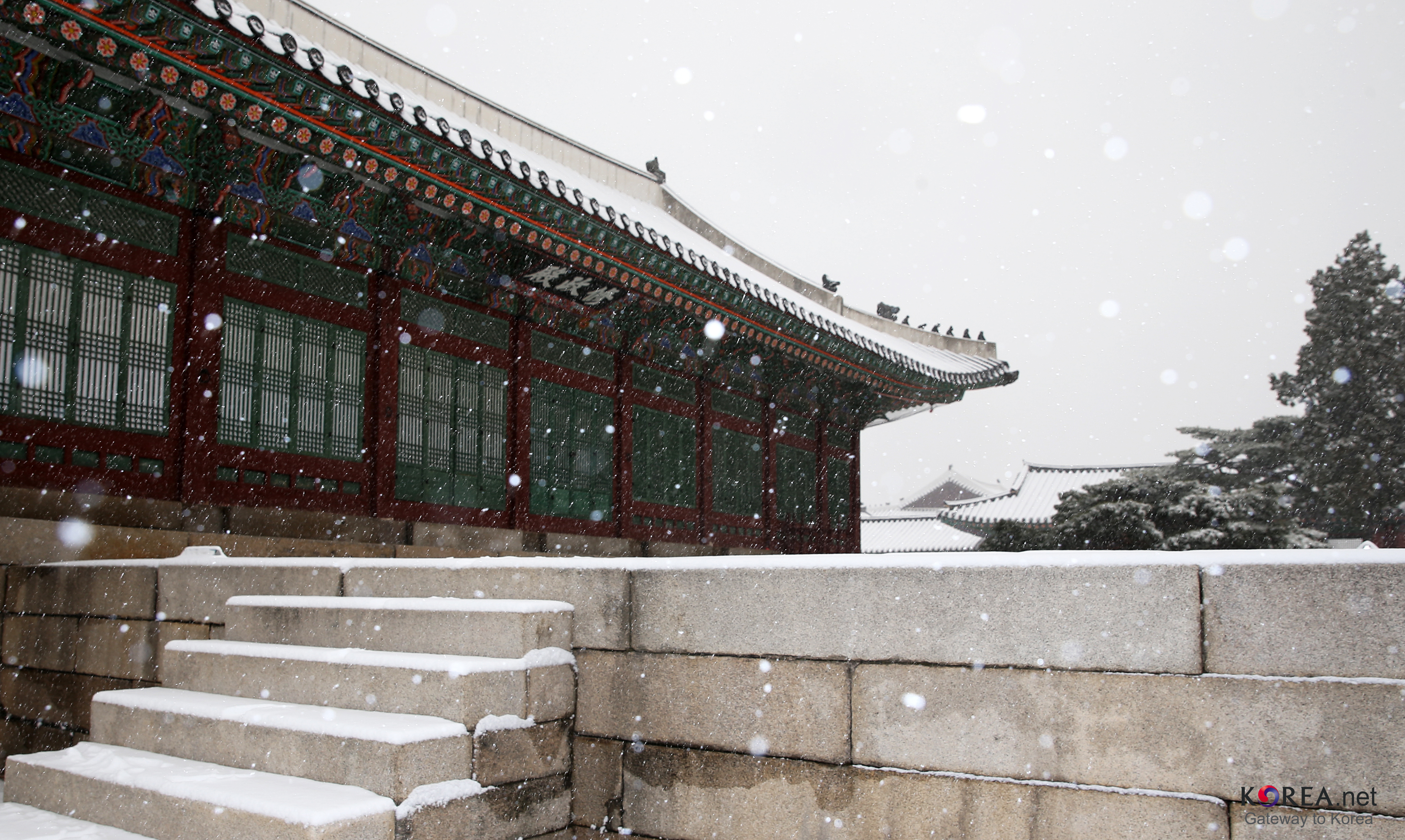
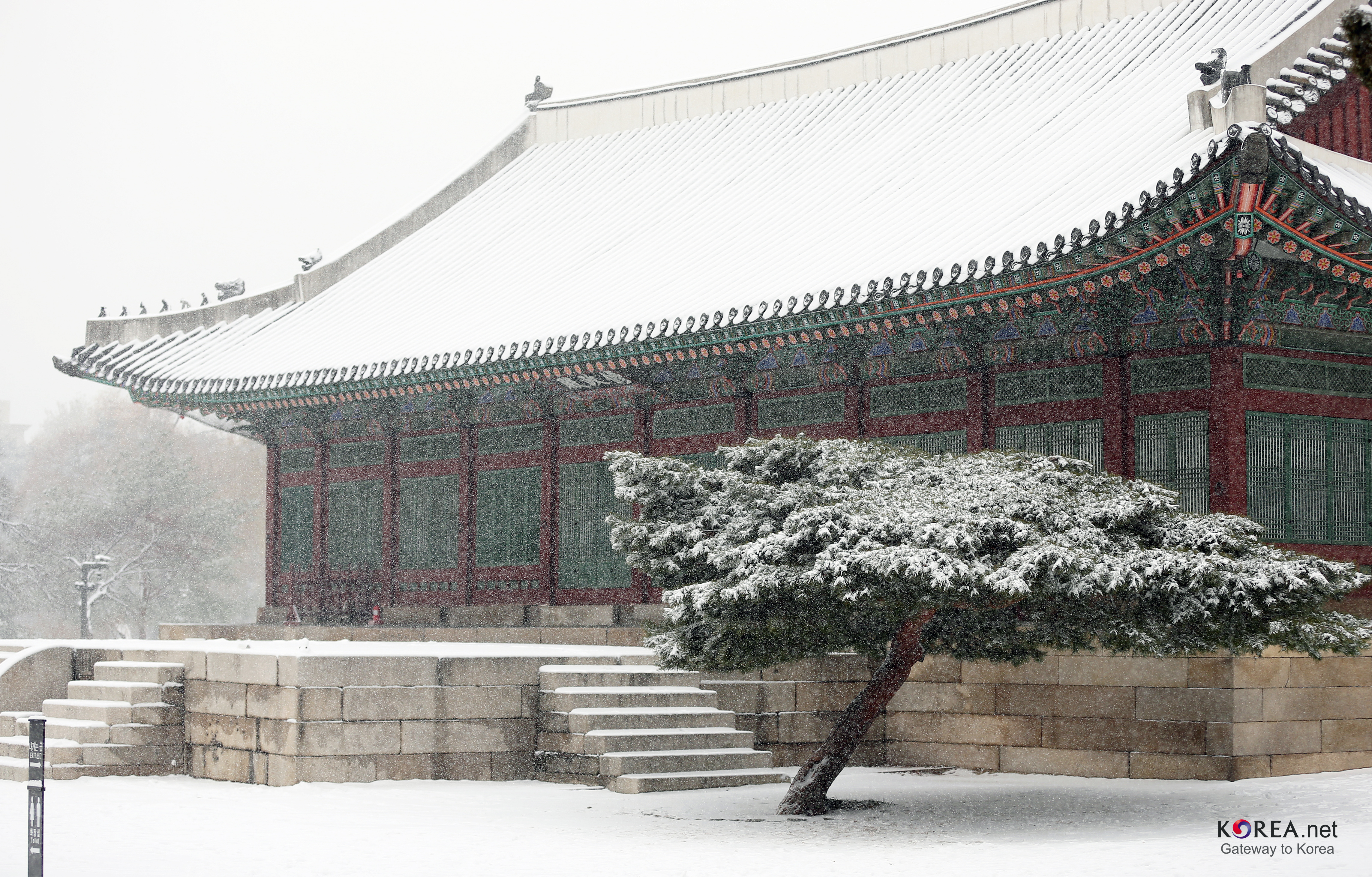
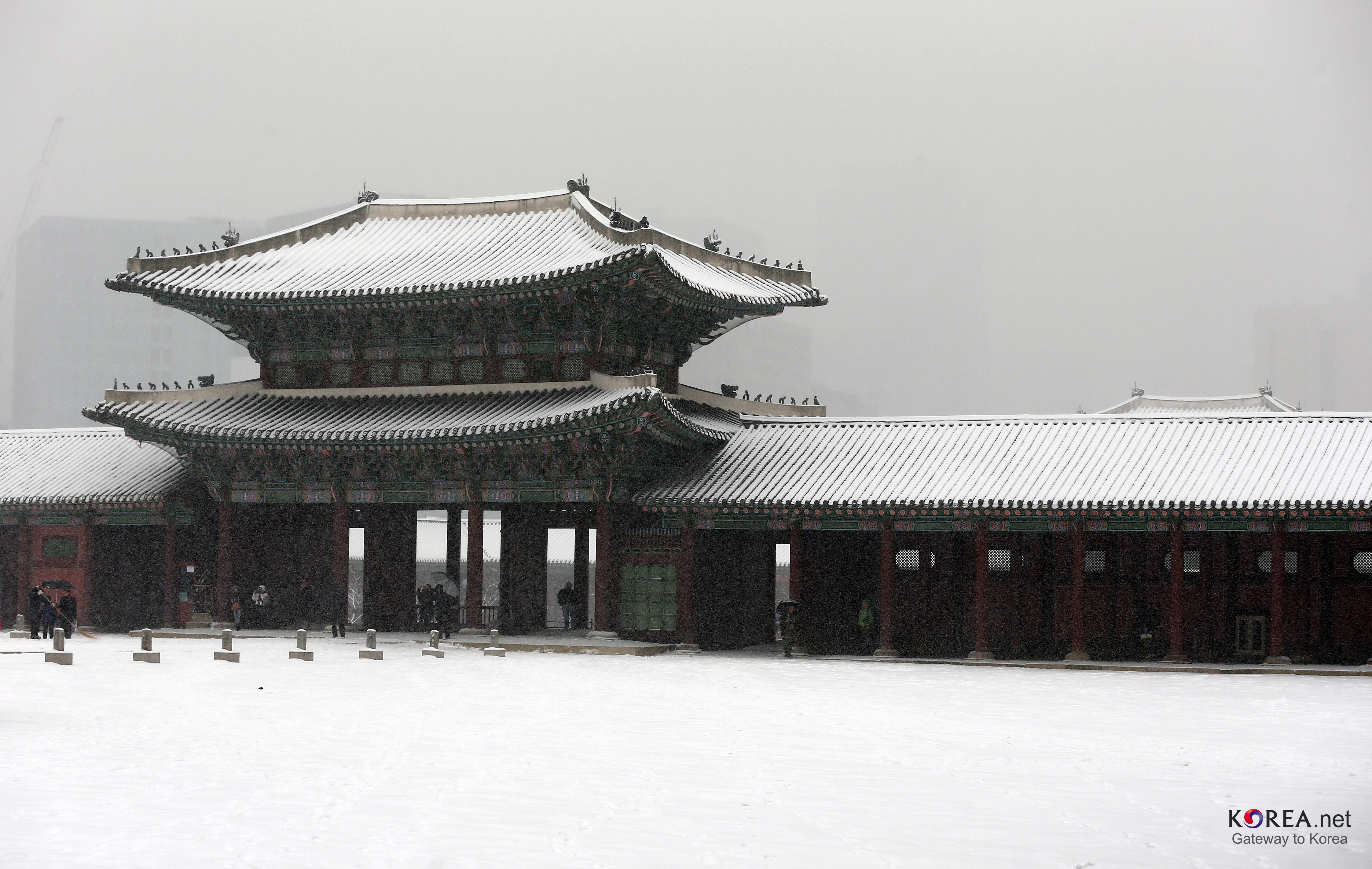
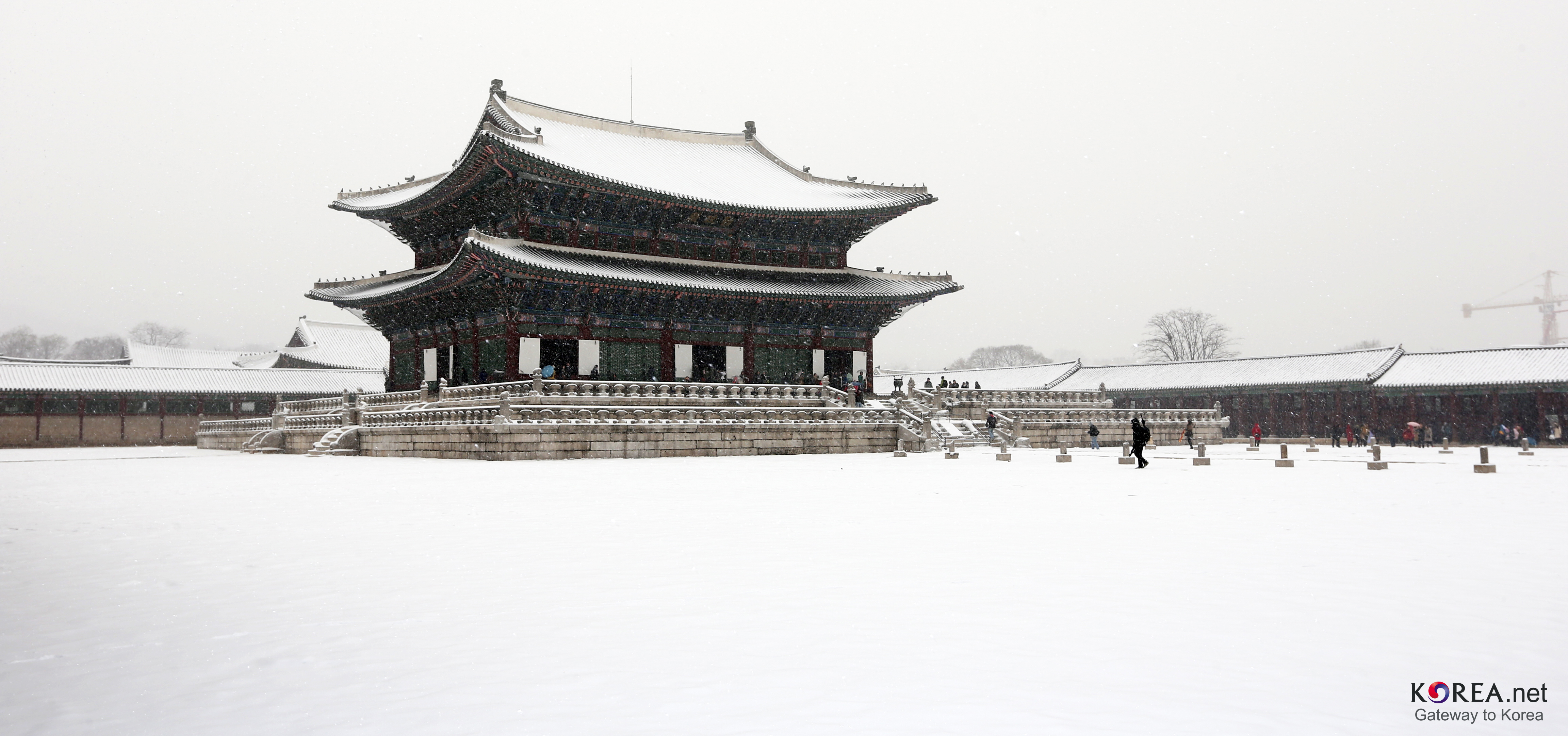
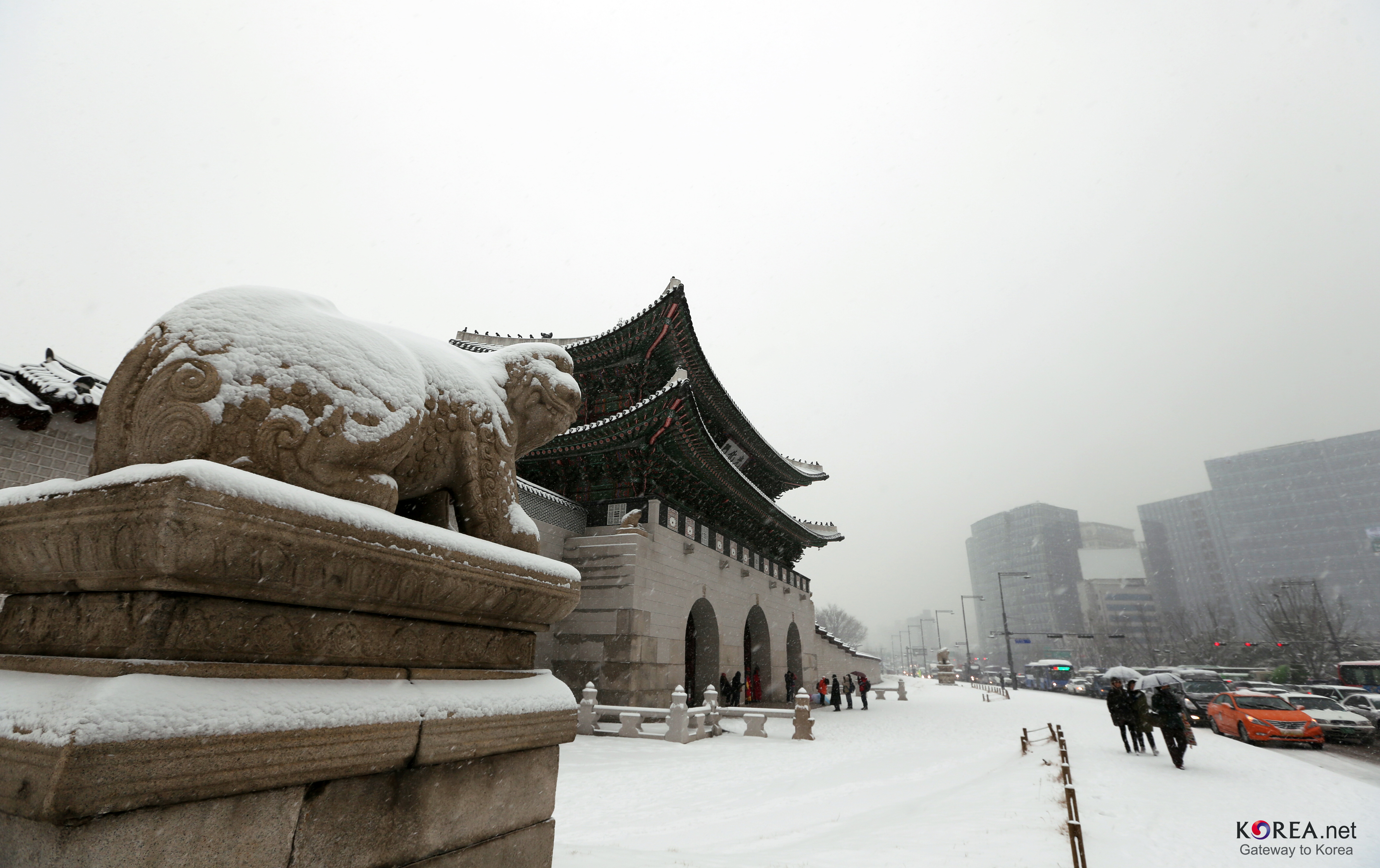
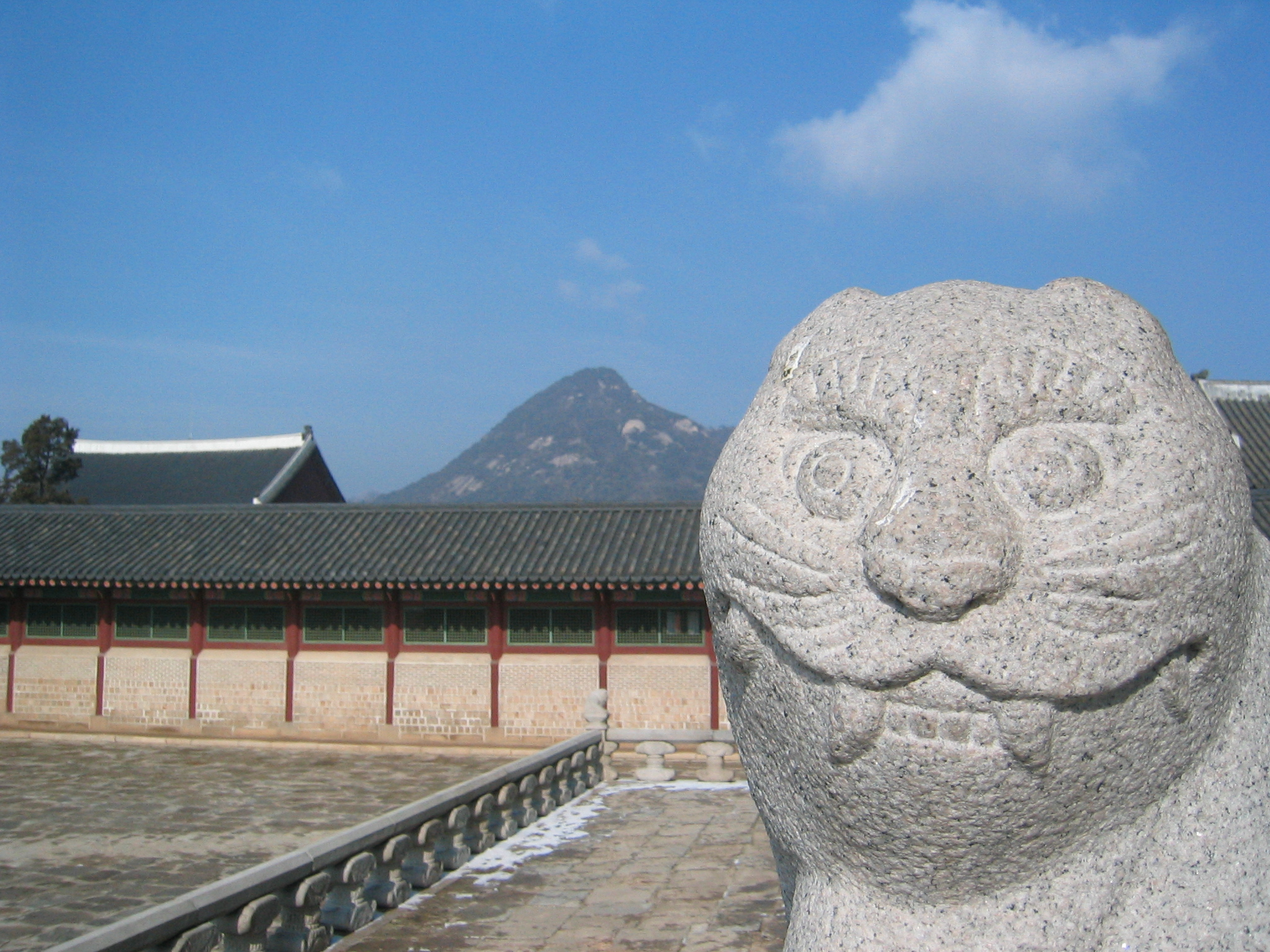
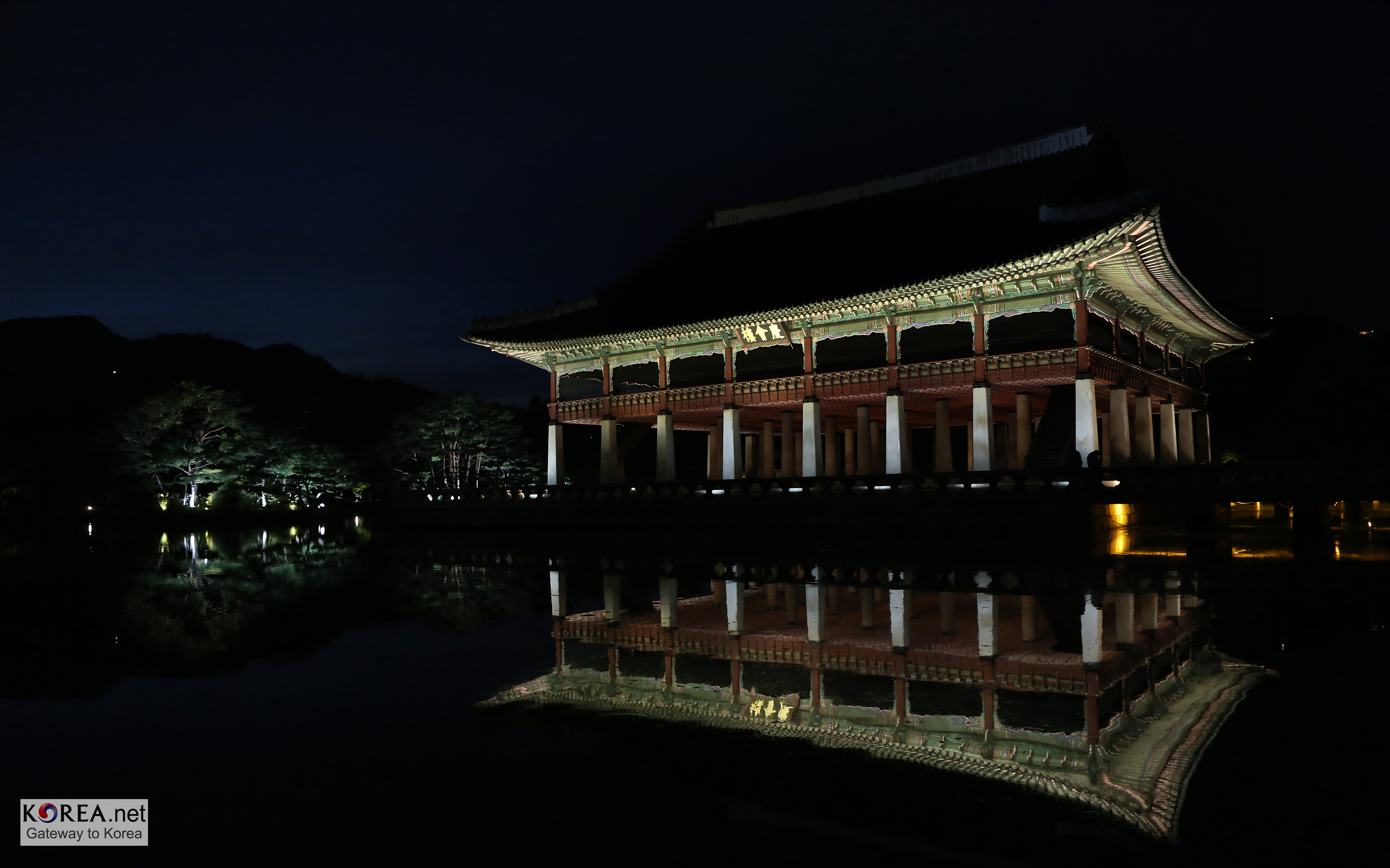
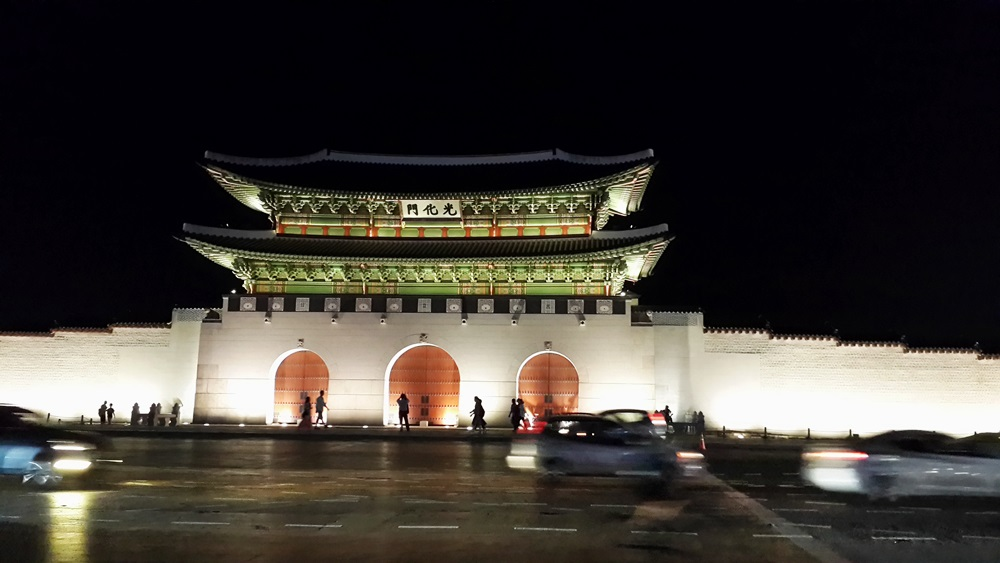
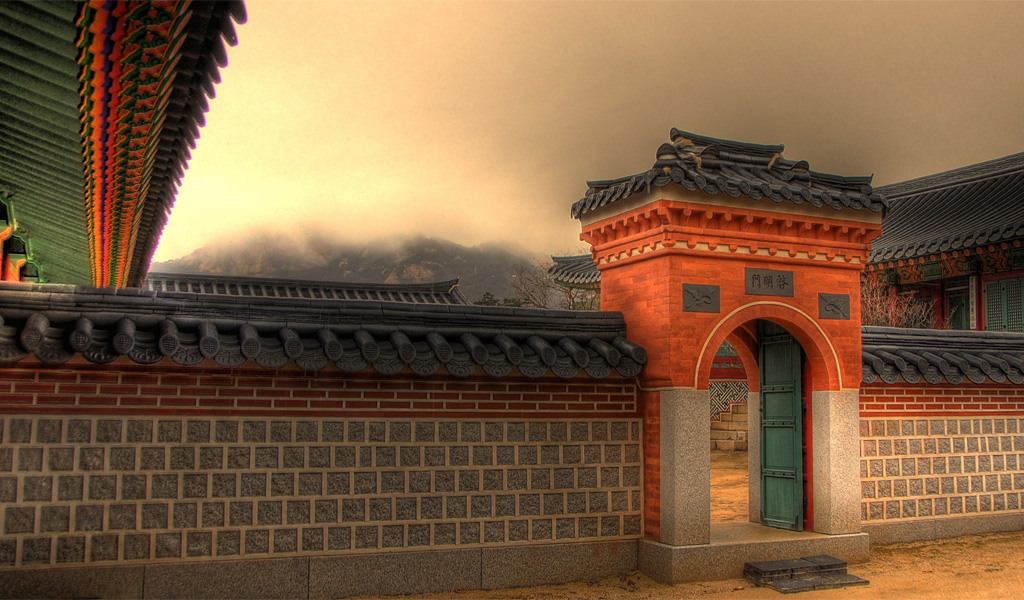
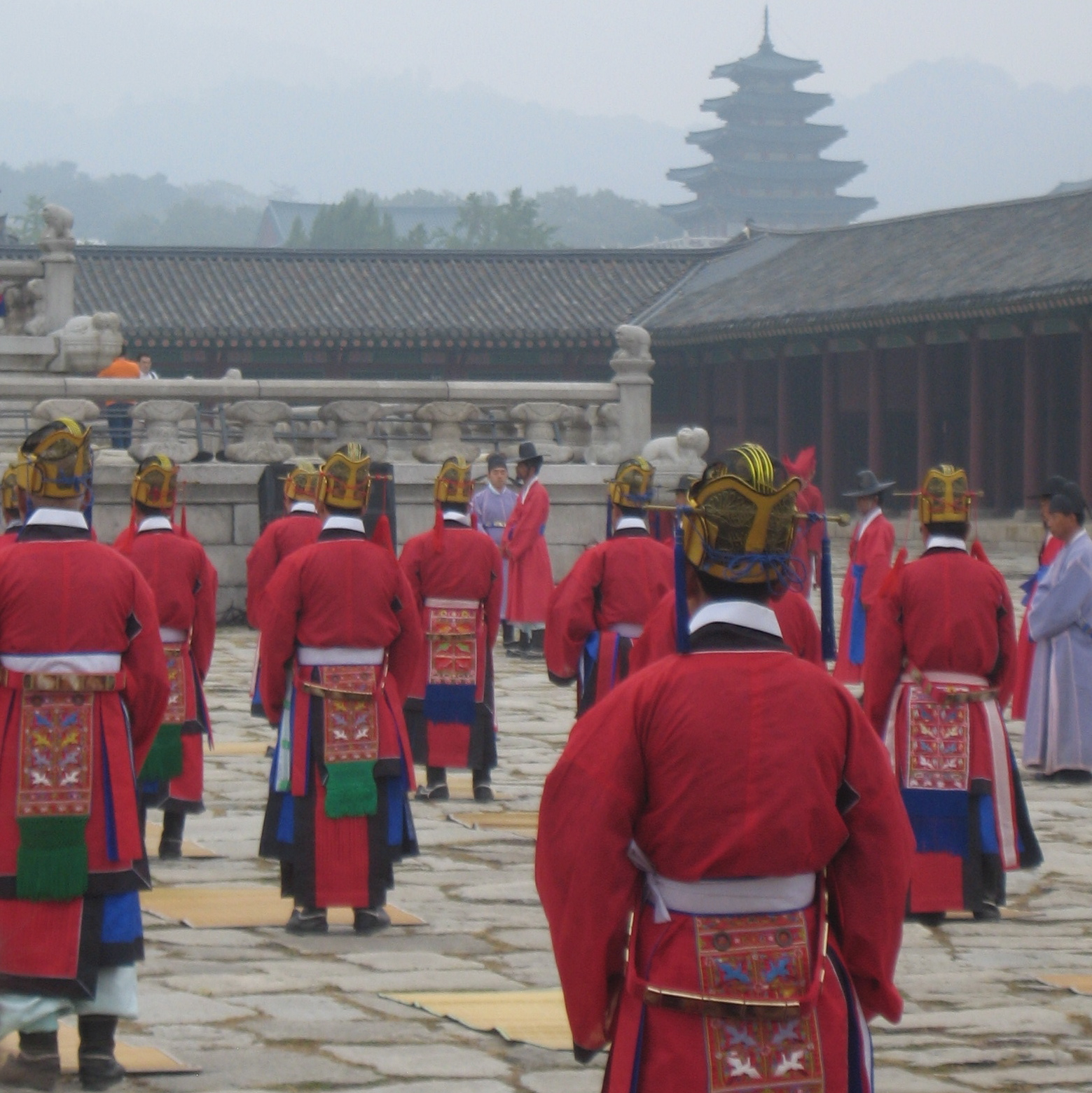
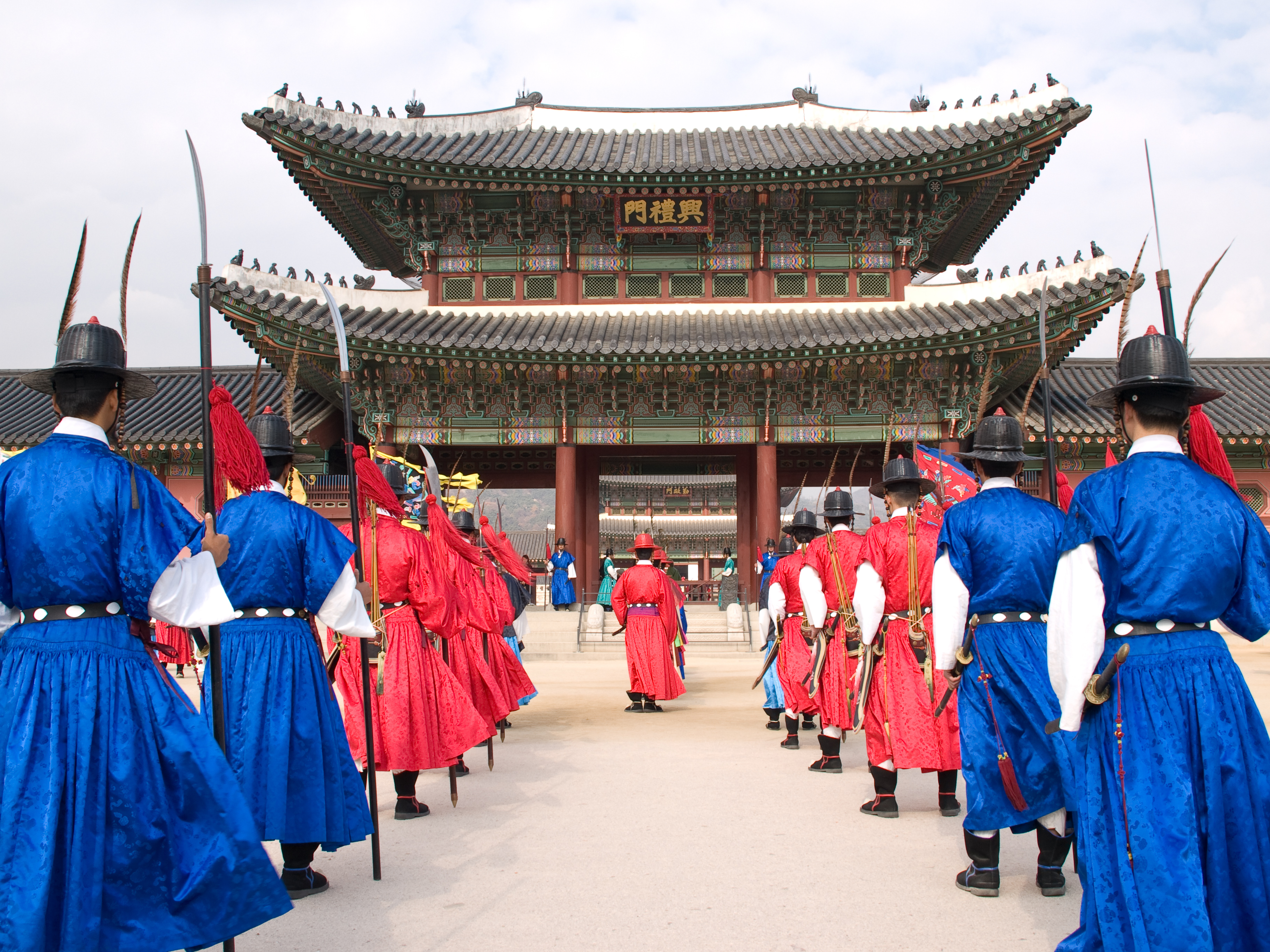
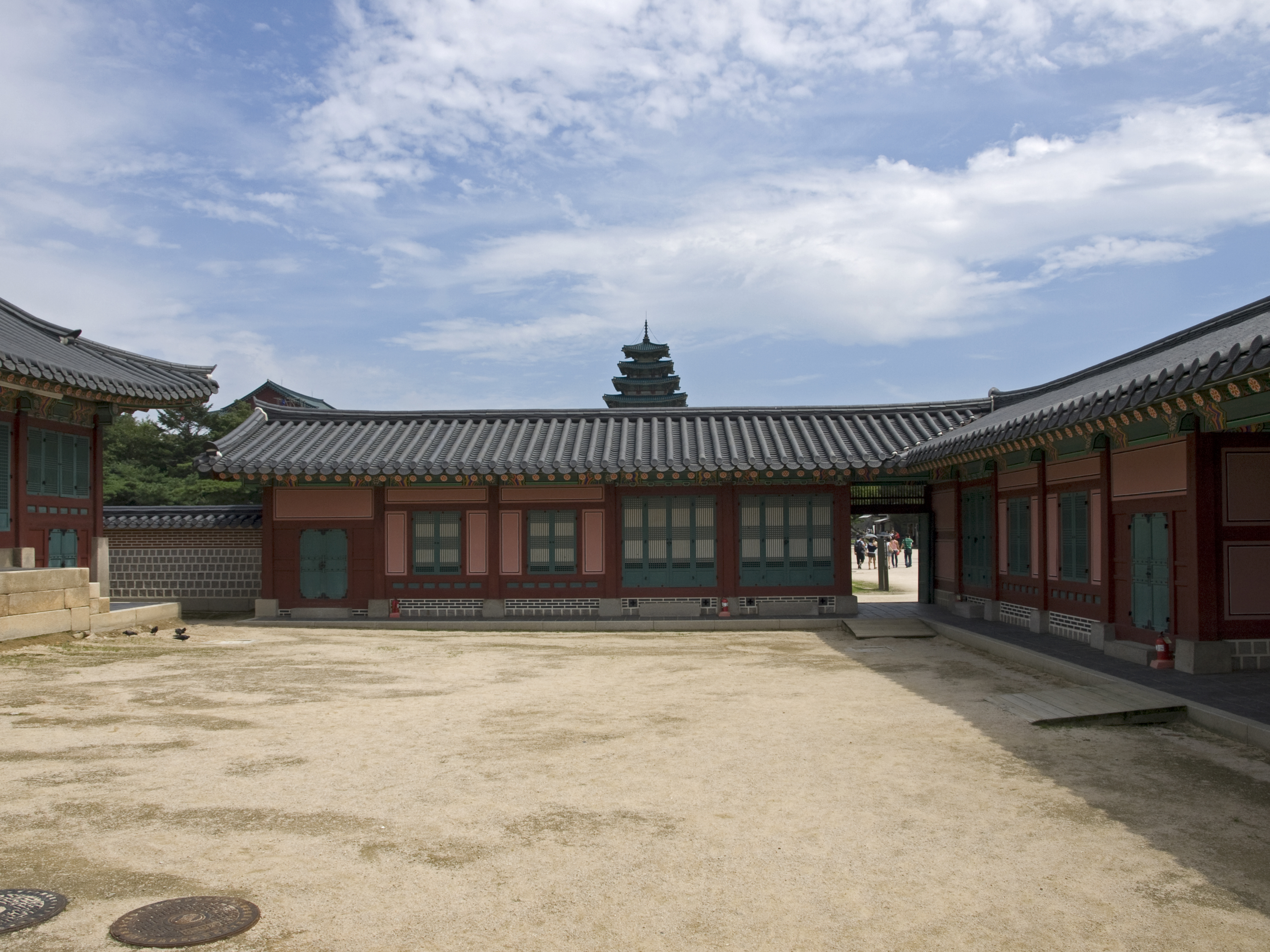
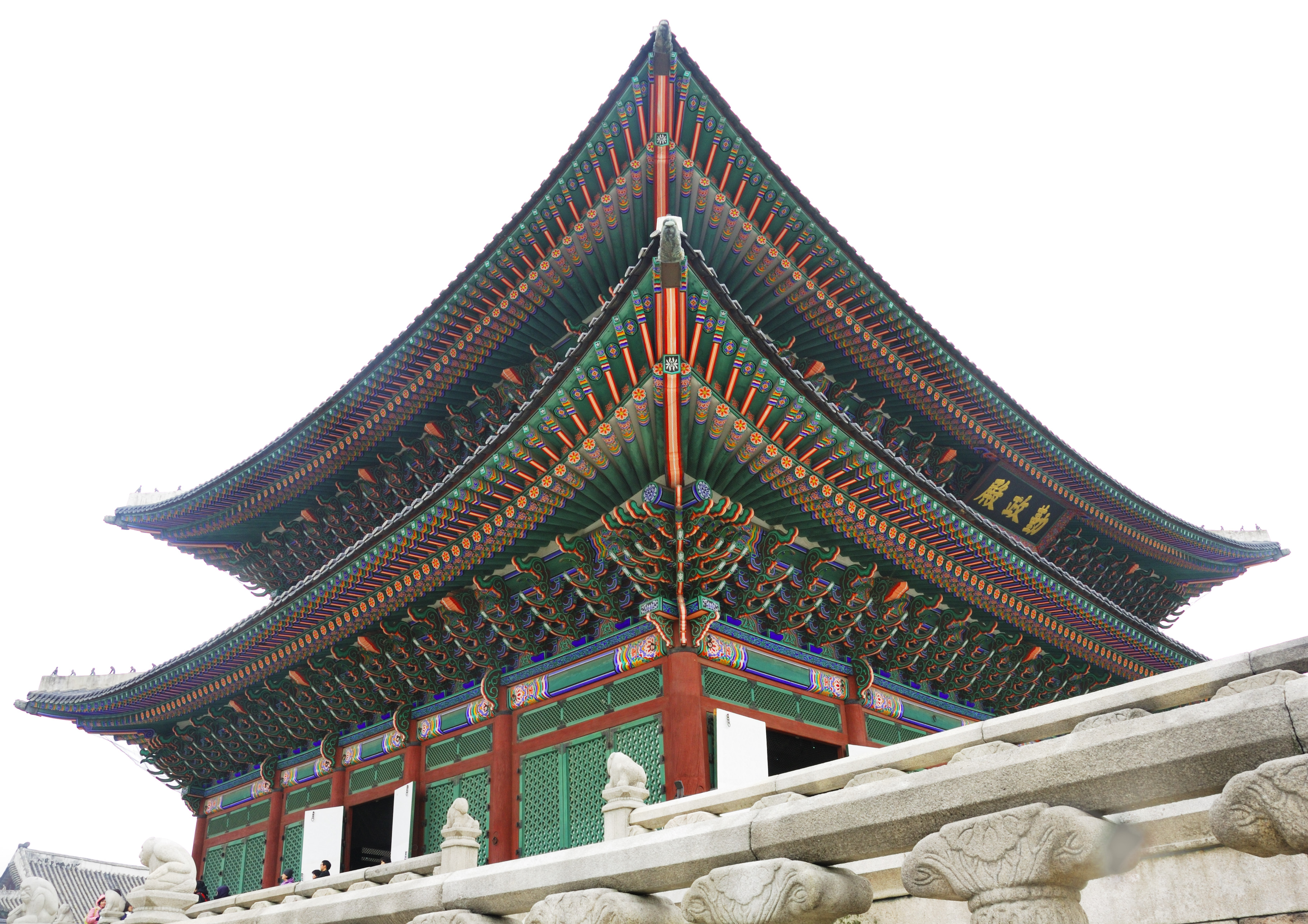
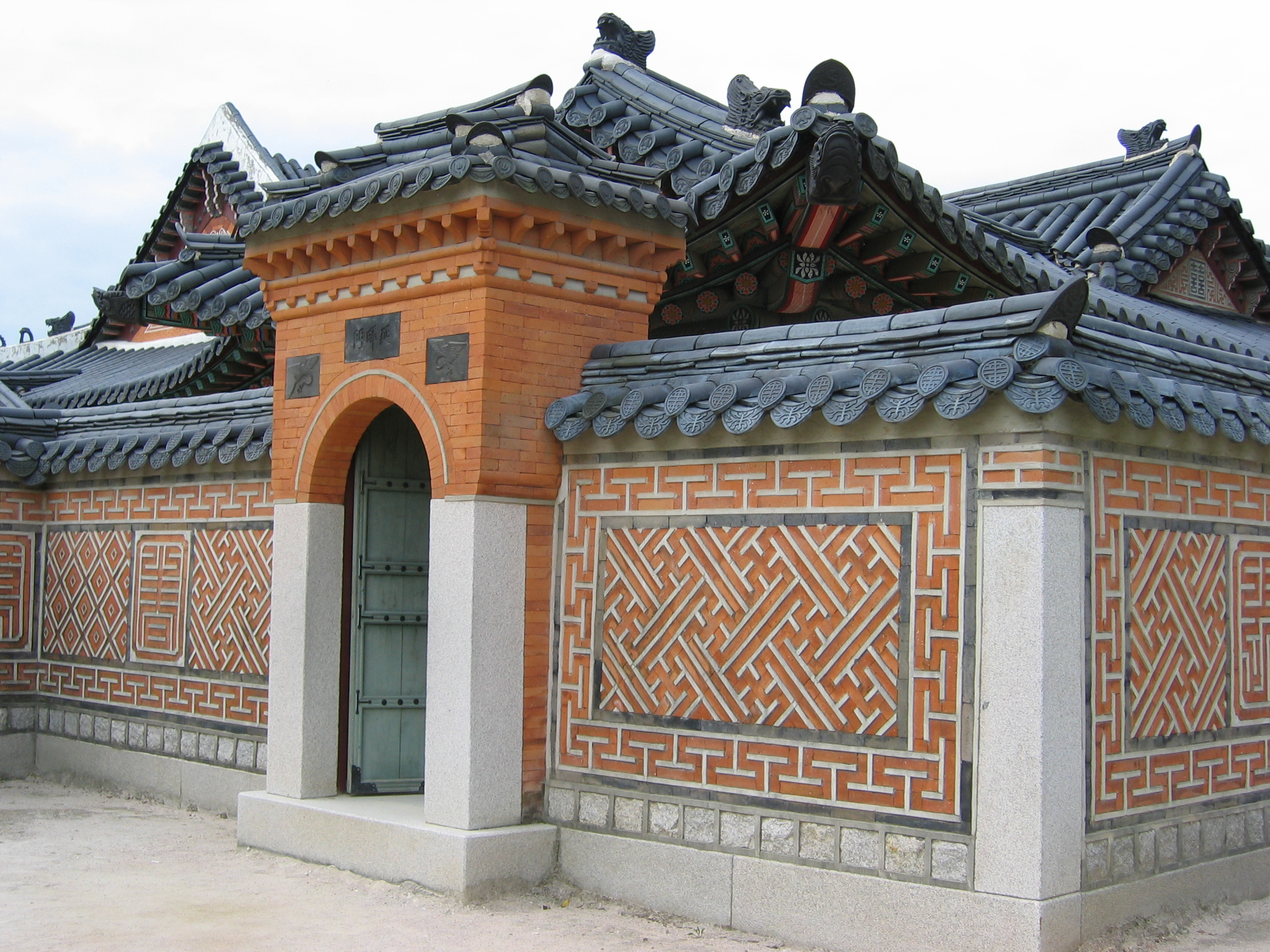
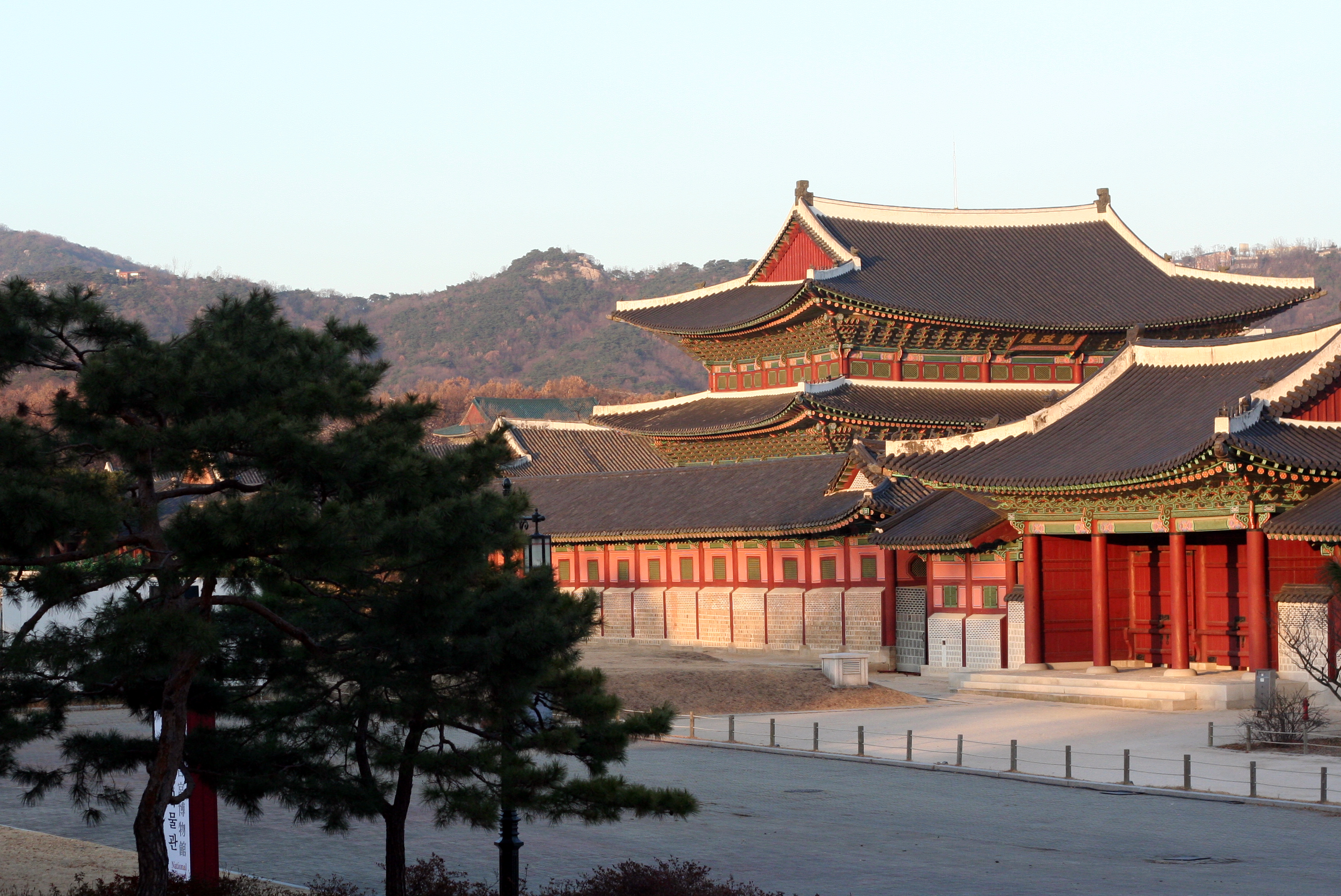
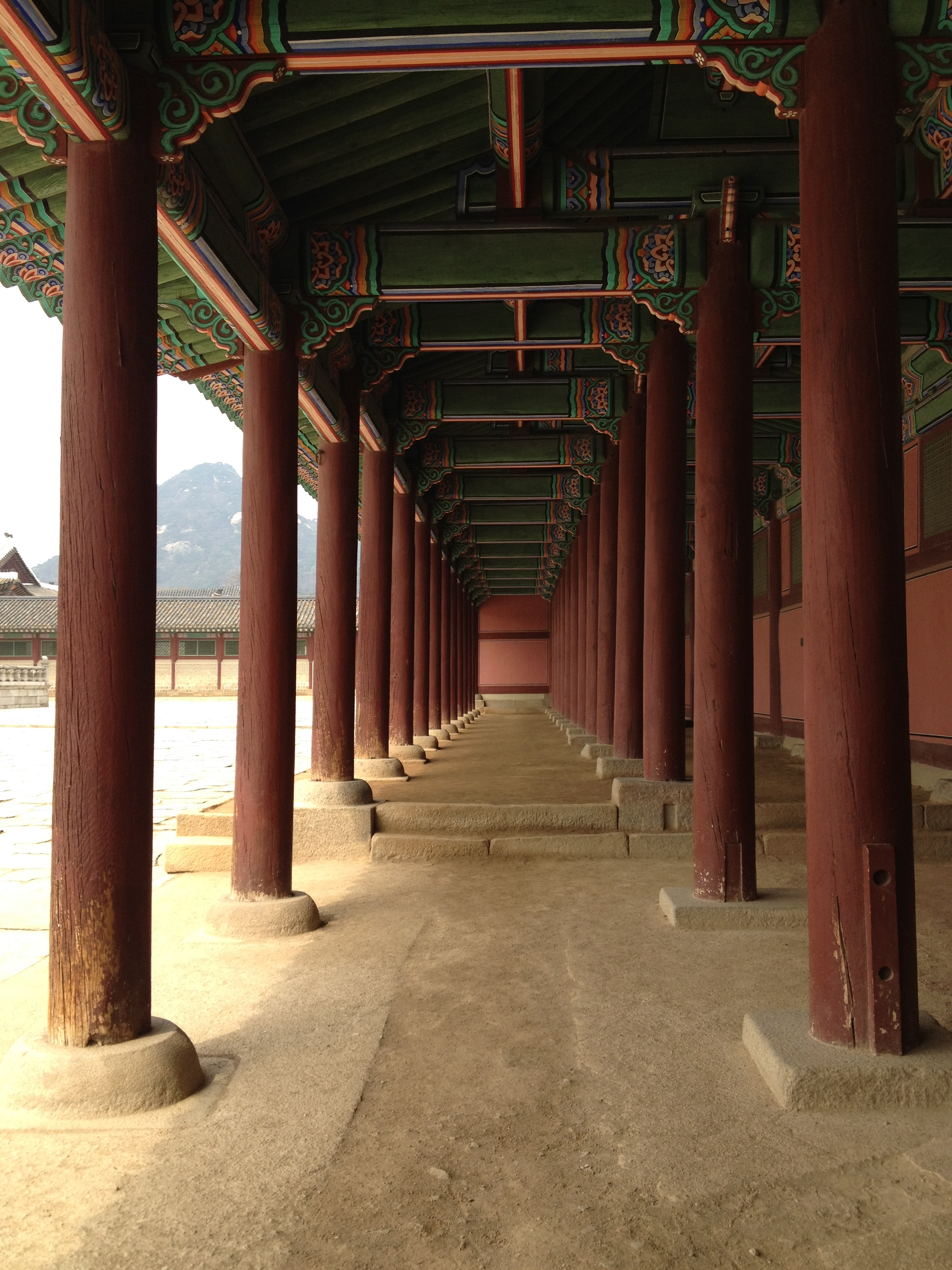
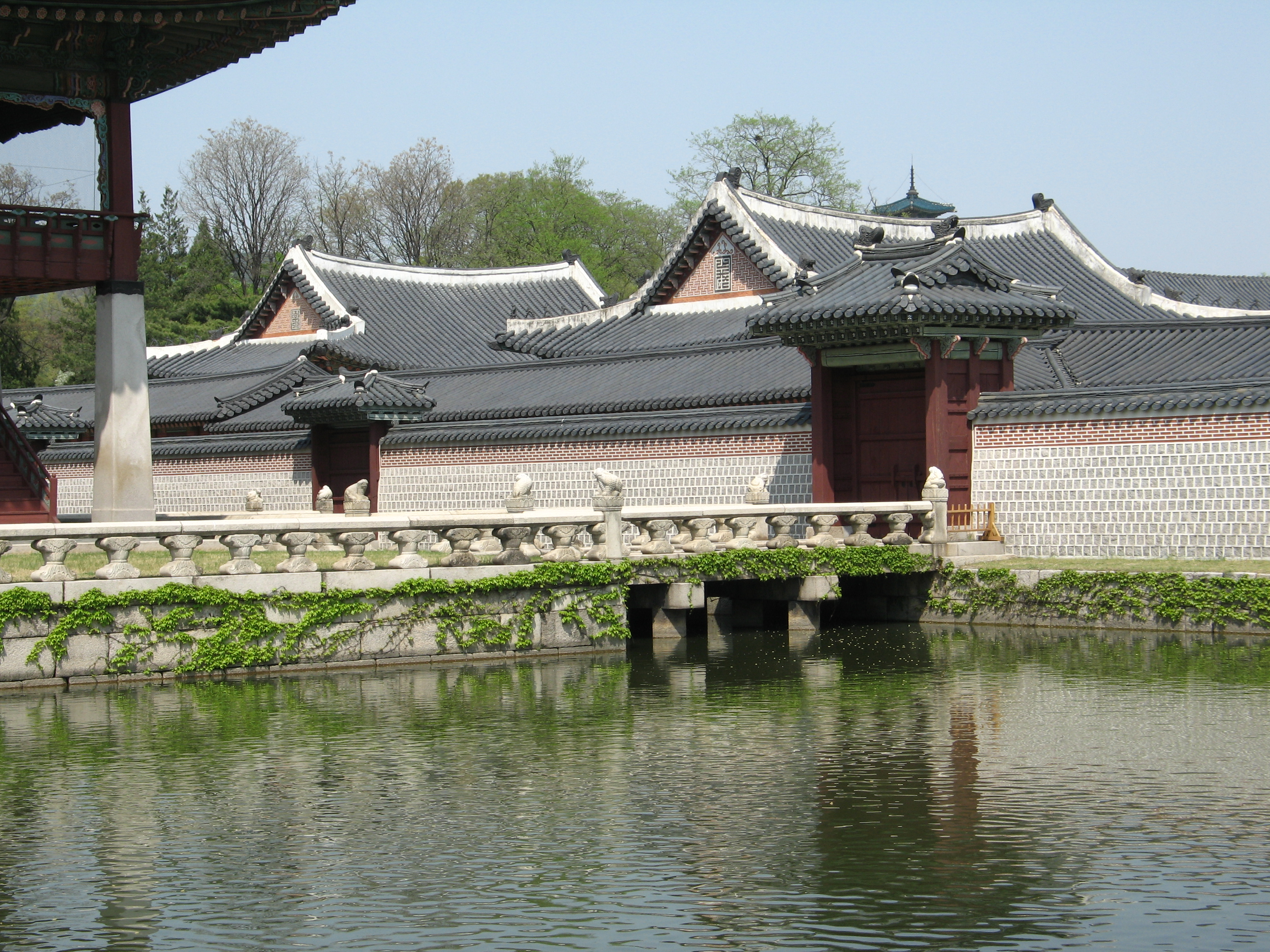
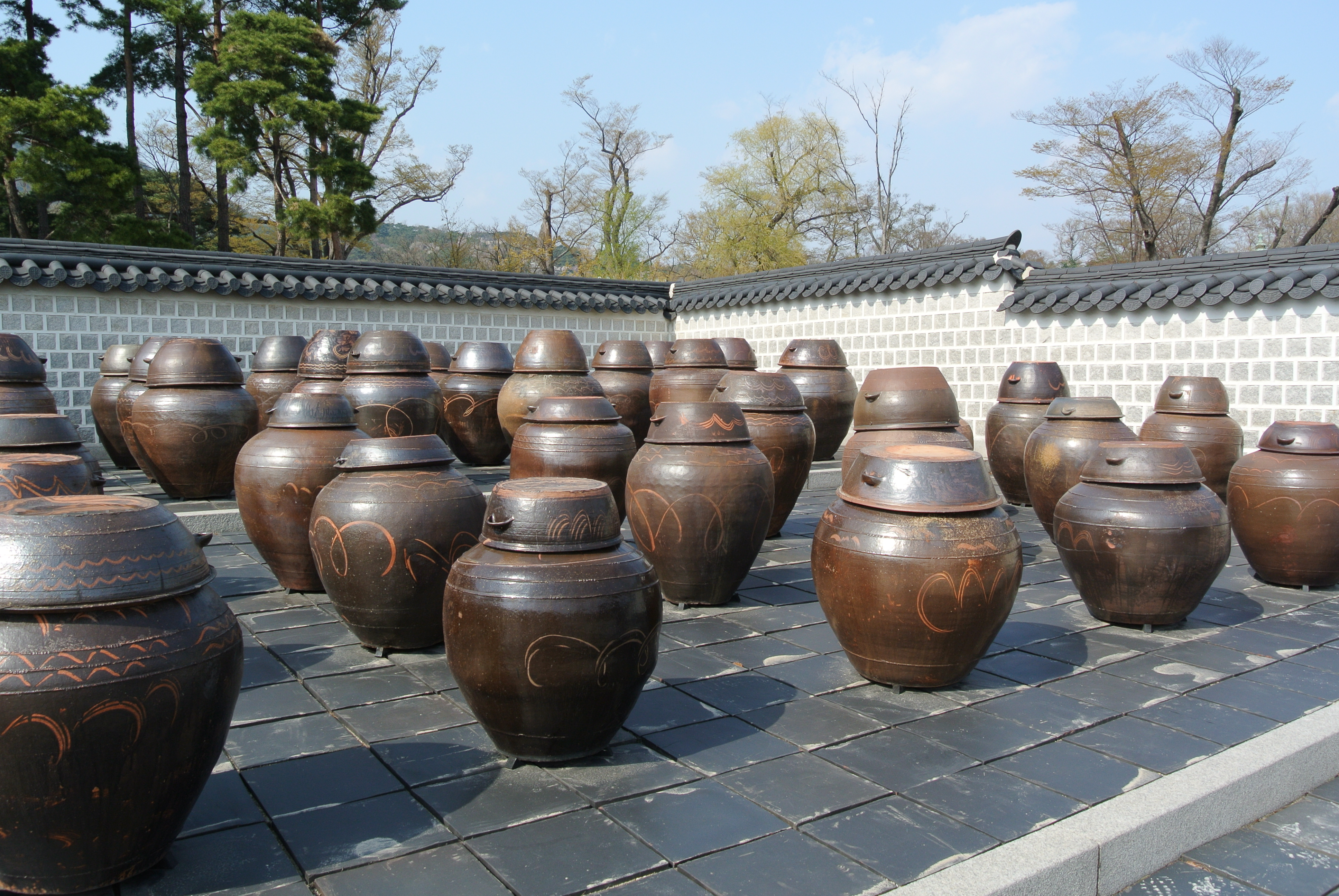
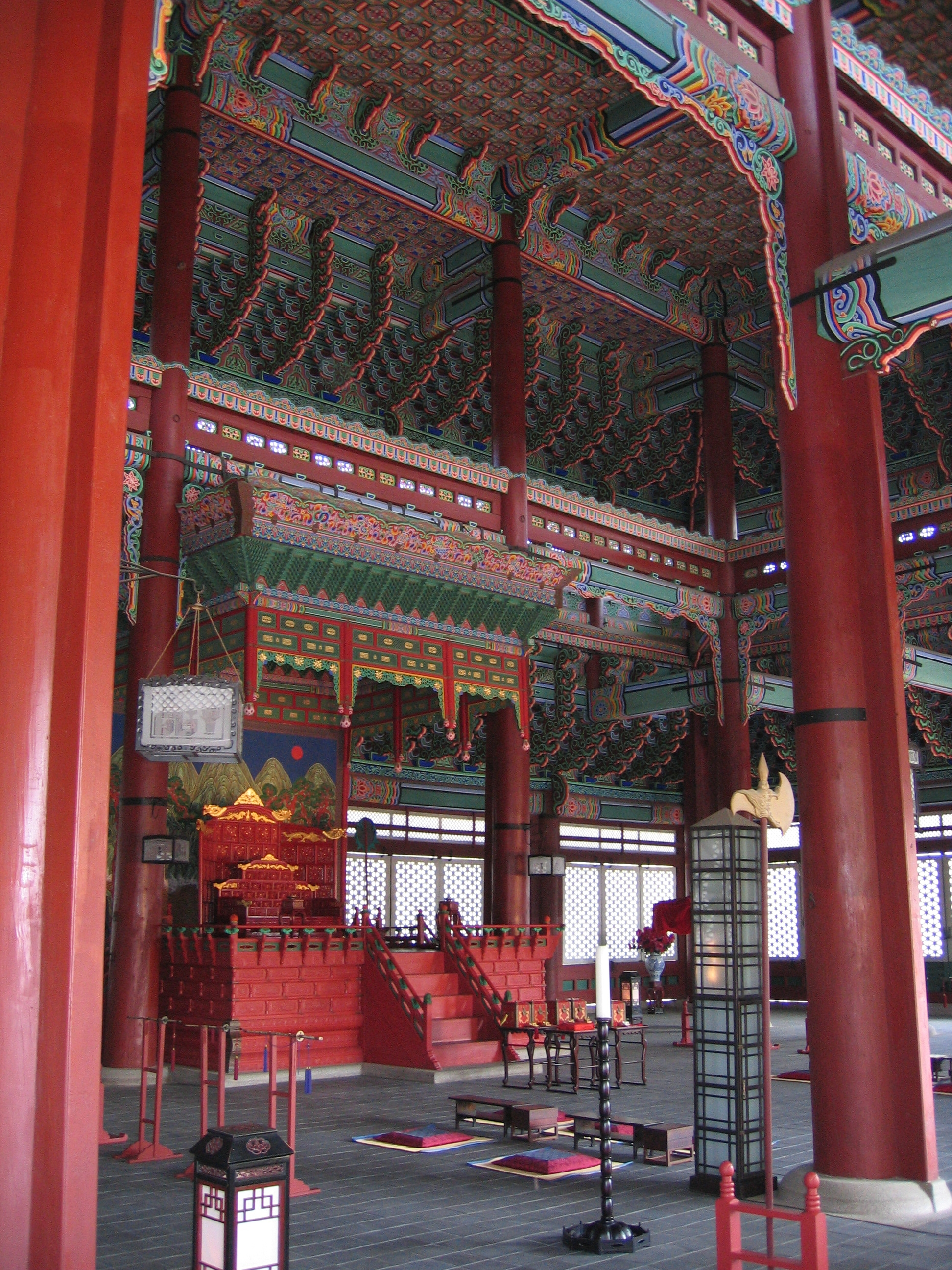
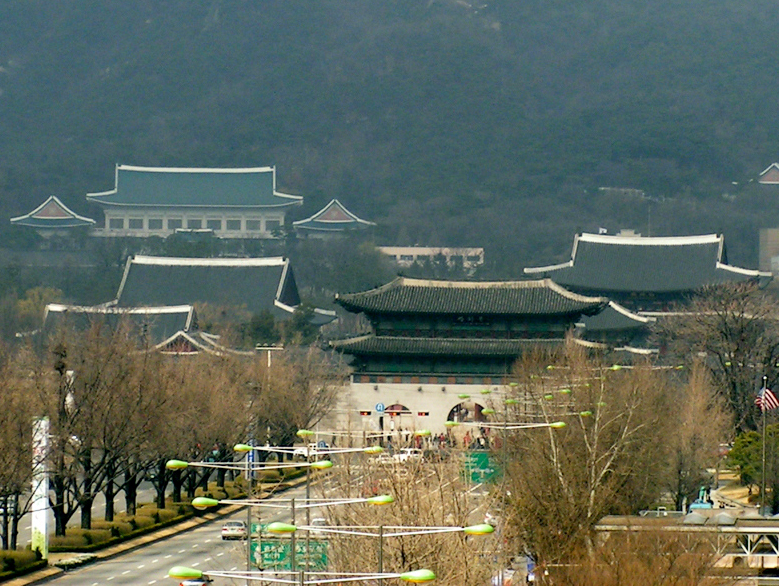
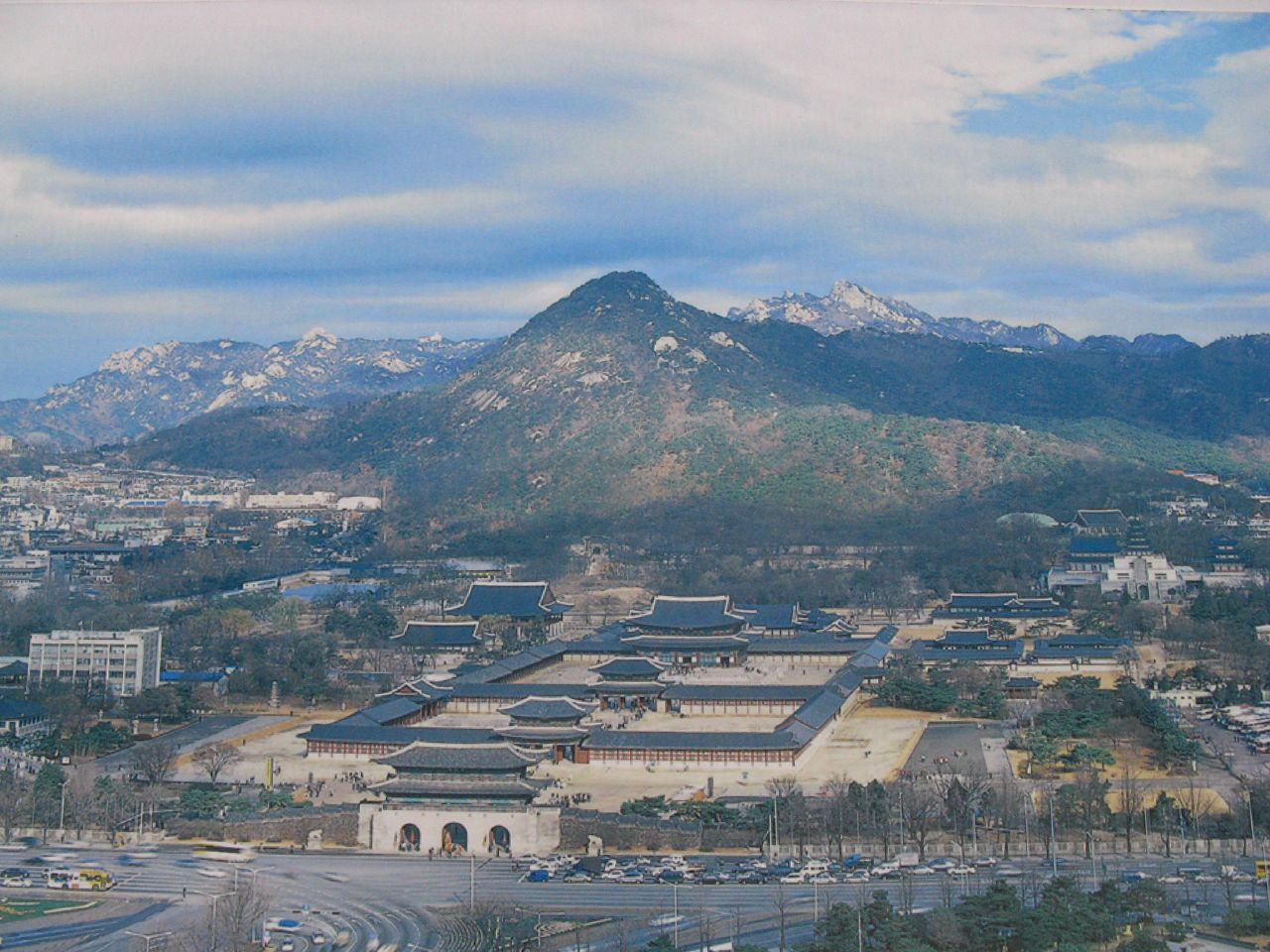
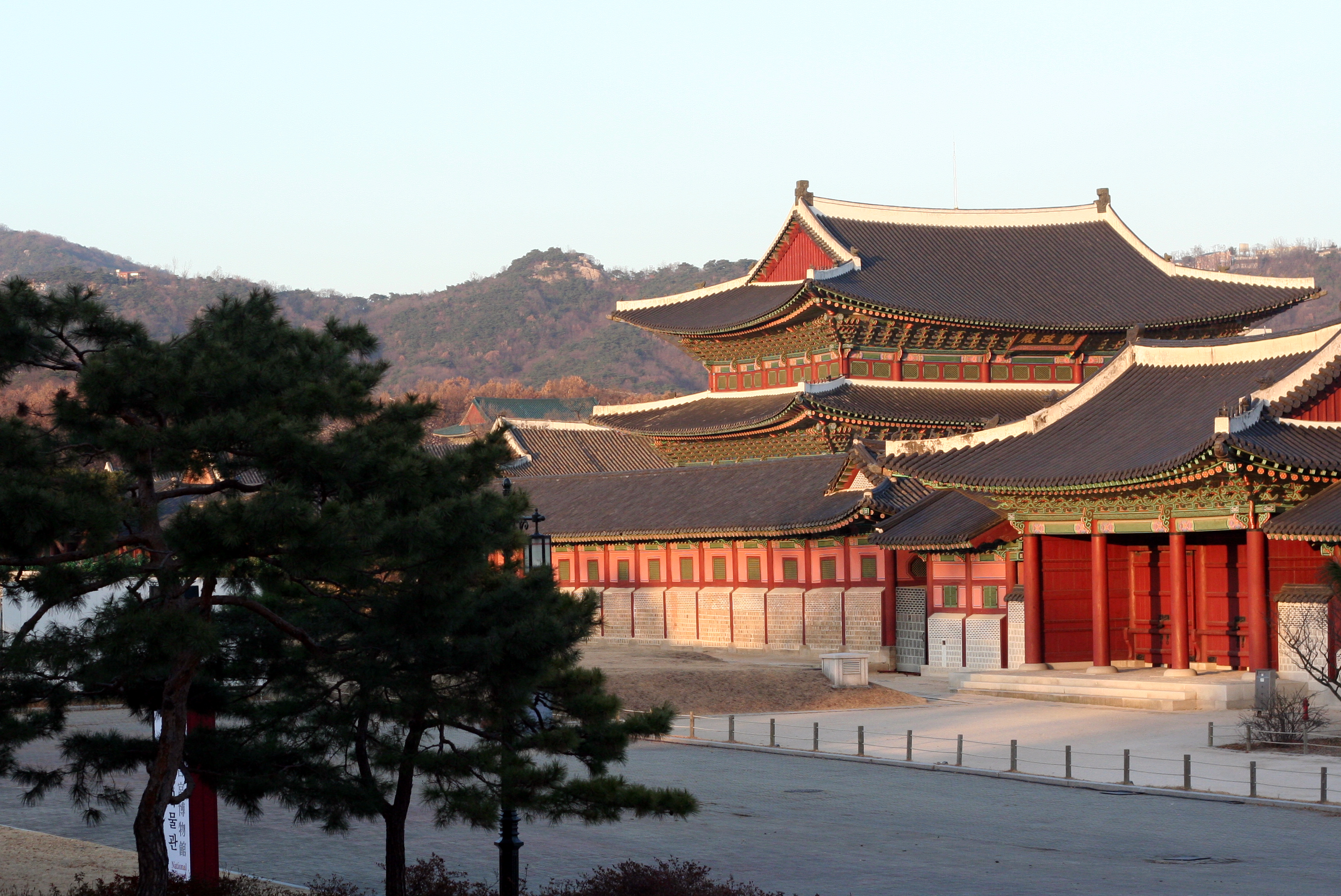
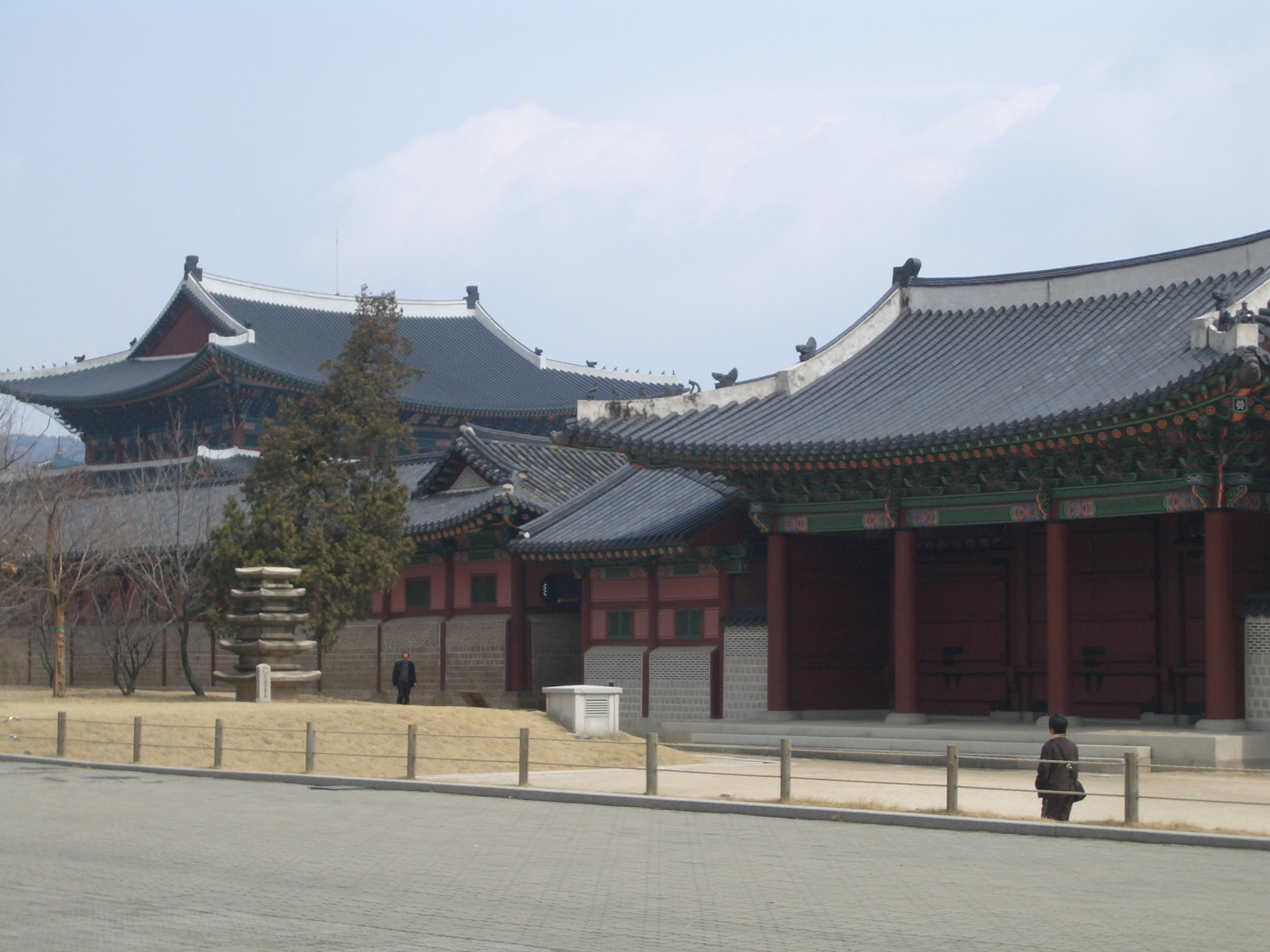
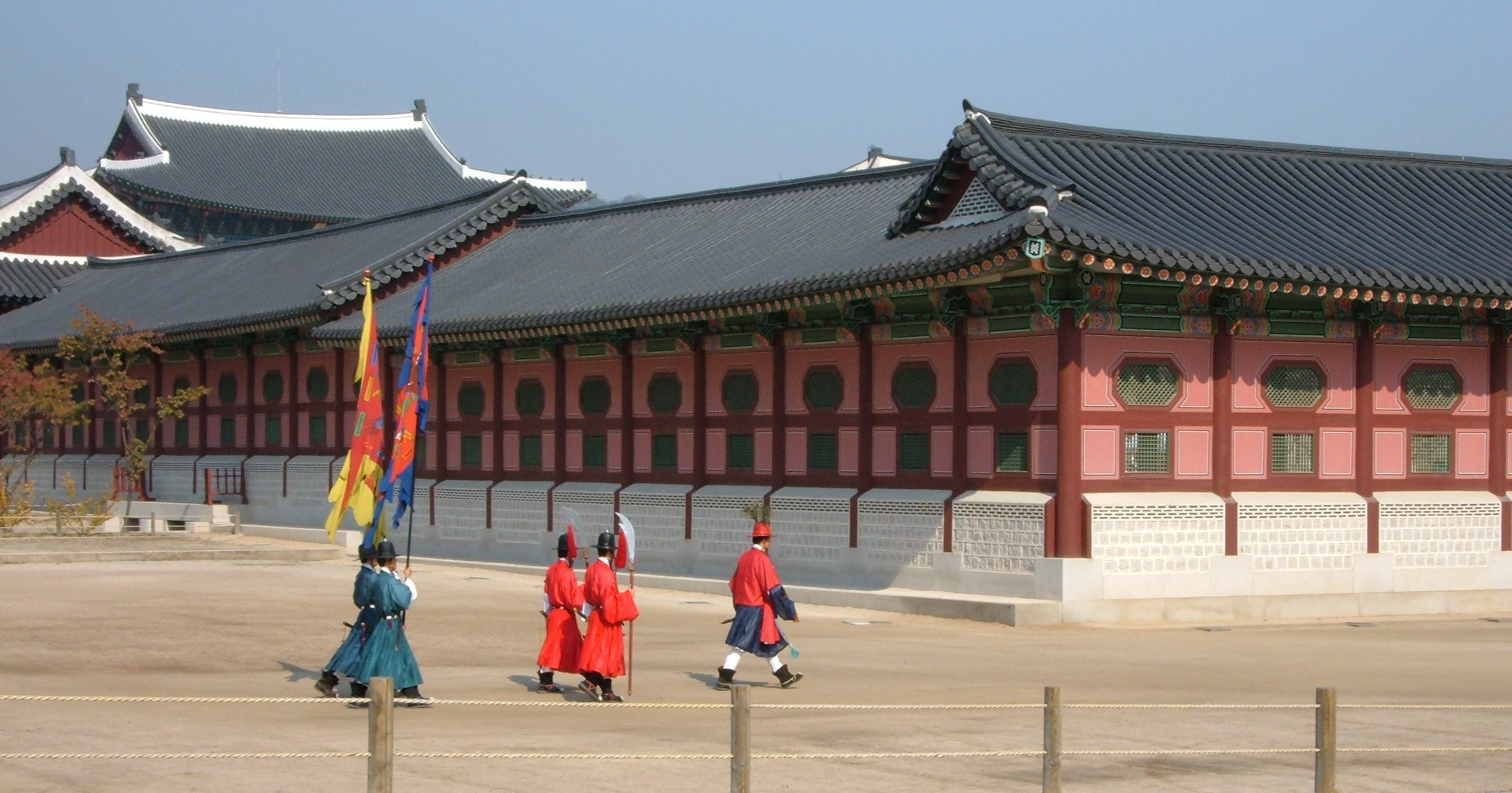
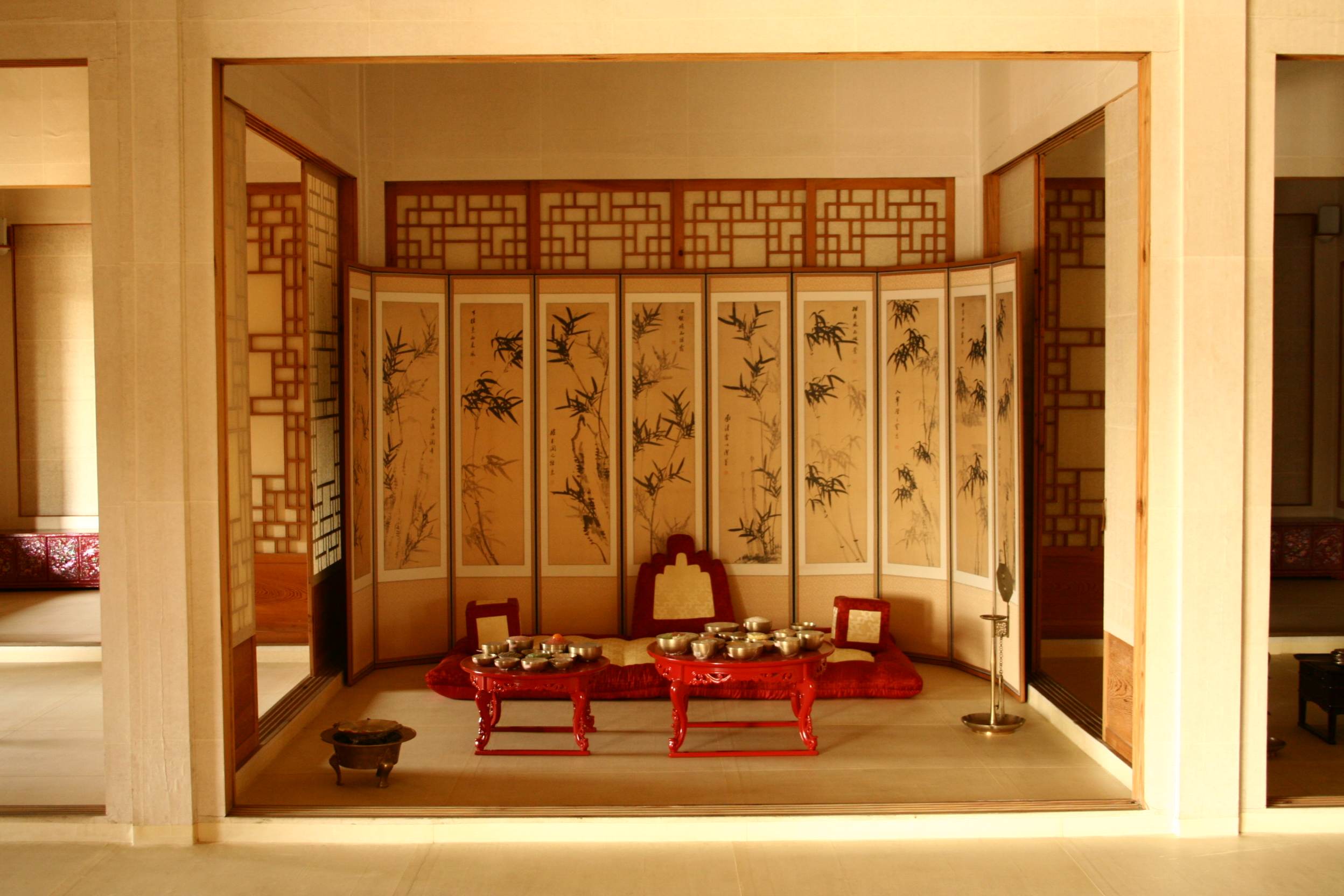
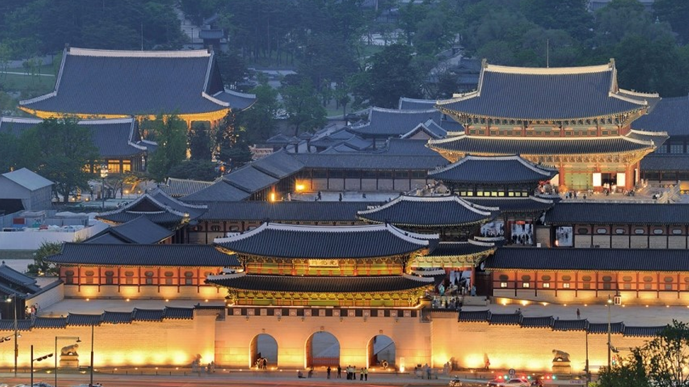